# 15. Februar
Der 15. Februar ist der 46. Tag des gregorianischen Kalenders, somit bleiben 319 Tage (in Schaltjahren 320 Tage) bis zum Jahresende.

## Ereignisse

### Politik und Weltgeschehen

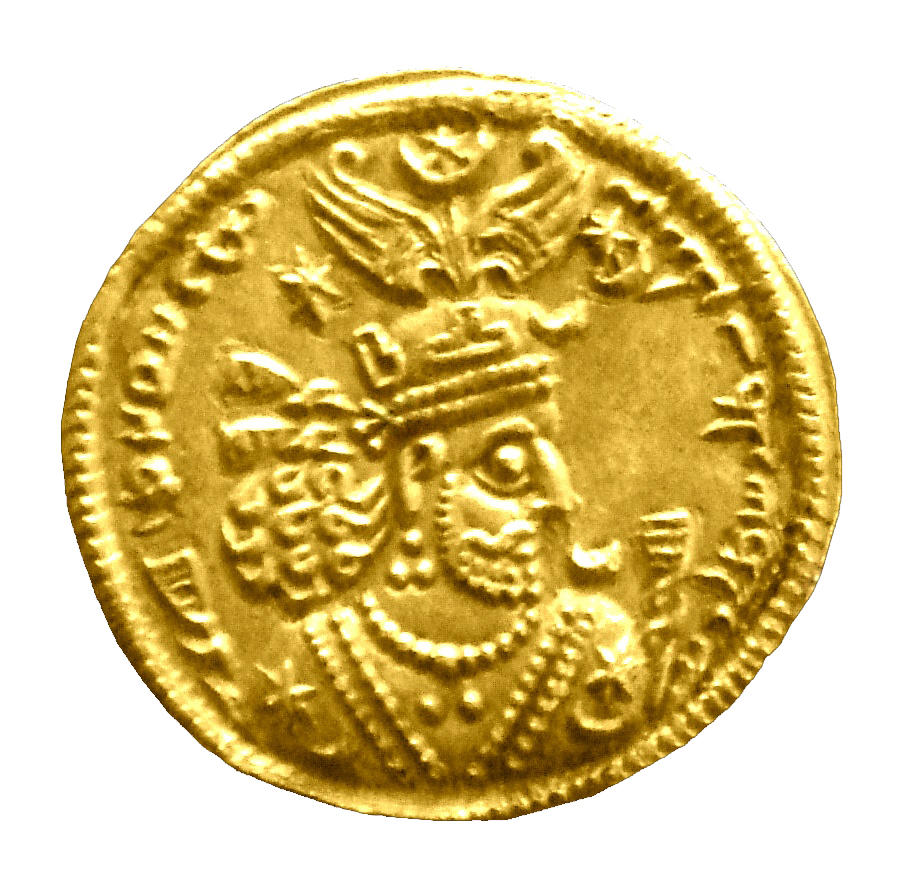
590: Chosrau II.

- 0590: Neun Tage nach dem Sturz seines Vaters Hormizd IV. wird Chosrau II. zum Großkönig des Sassanidenreiches gekrönt. Er muss allerdings bald darauf fliehen, weil sich Rebellen unter Heerführer Bahram Tschobin im Anmarsch auf die Hauptstadt Ktesiphon befinden.

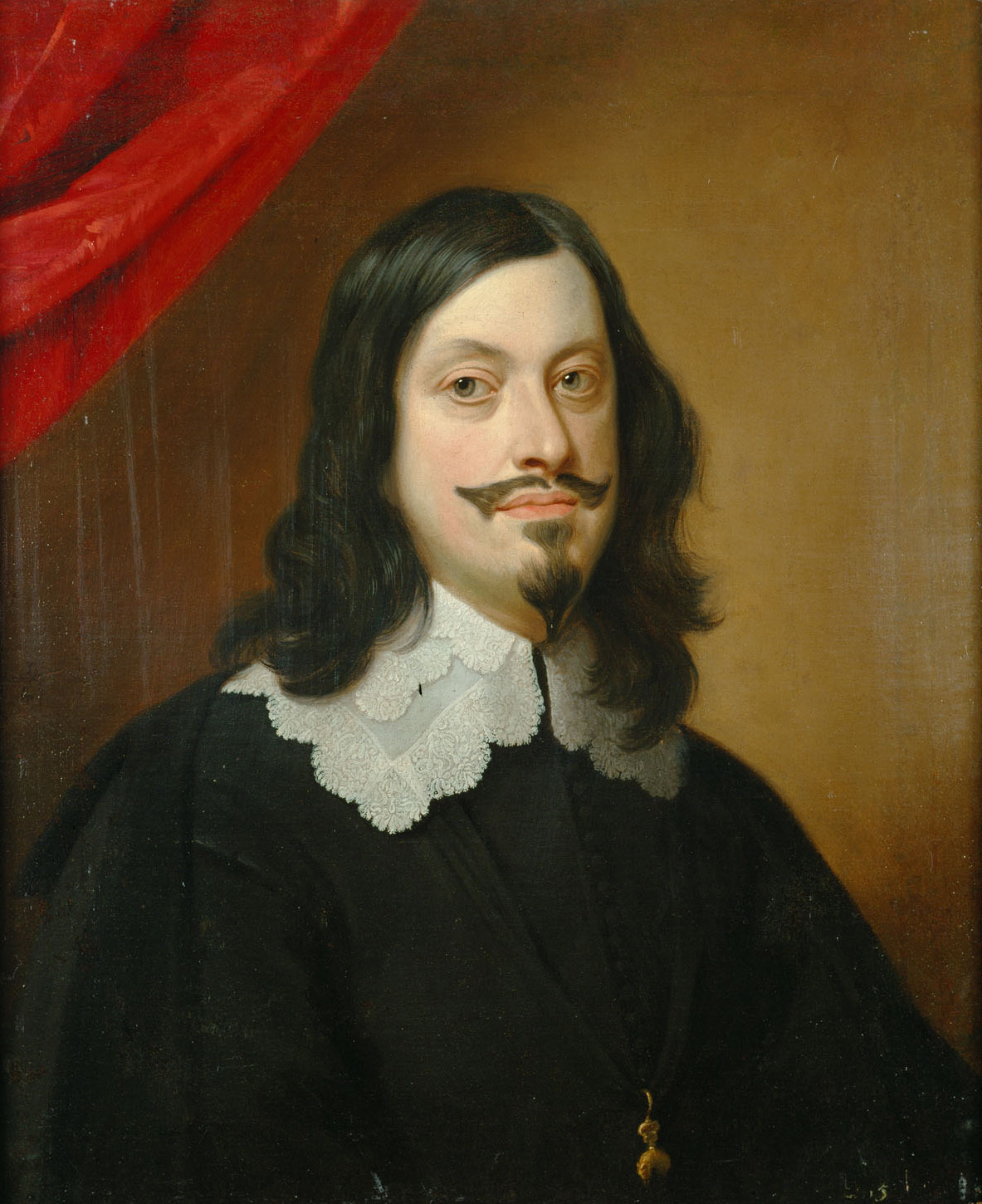
1637: Ferdinand III.

- 1637: Nach dem Tod seines Vaters Ferdinand II. wird Ferdinand III., mitten im Dreißigjährigen Krieg, Kaiser des Heiligen Römischen Reiches.
- 1763: Preußen, Österreich und Sachsen schließen im sächsischen Schloss Hubertusburg den Frieden von Hubertusburg zur Beendigung des Siebenjährigen Krieges in Europa. Der Status quo vor dem Krieg wird wiederhergestellt und Preußen etabliert sich als europäische Großmacht.
- 1764: Auf dem Gebiet der Kolonie Louisiana, die sich zu diesem Zeitpunkt unter spanischer Kontrolle befindet, wird am Zusammenfluss der beiden Flüsse Mississippi und Missouri von französischen Pelzhändlern aus einem bisherigen Handelsposten die Stadt St. Louis gegründet. Diese entwickelt sich zu einem Zentrum des Pelzhandels.

1794: Die Tricolore

- 1794: In der Ersten Republik wird die Trikolore zur Nationalflagge Frankreichs.
- 1798: In Rom wird die erste Römische Republik ausgerufen, eine französische Tochterrepublik auf dem Territorium des Kirchenstaats.
- 1806: Im zwischen Napoleon Bonaparte und Christian von Haugwitz ausgehandelten Vertrag von Paris verpflichtet sich Preußen zur Sperre aller seiner Häfen für britische Schiffe und zur Besetzung Kurhannovers. Großbritannien erklärt daraufhin Preußen den Krieg.

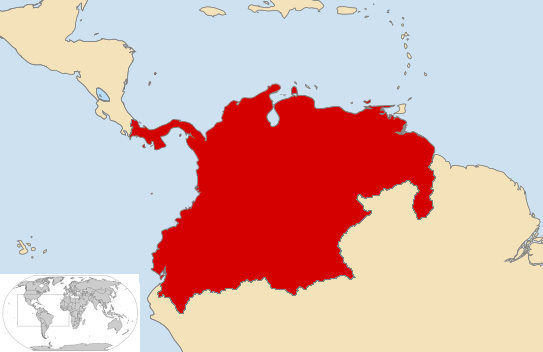
1819: Großkolumbien

- 1819: Der Kongress von Angostura beginnt, auf dem sich am 17. Dezember die aus dem früheren spanischen Vizekönigreich Neugranada hervorgegangenen Staaten Venezuela und Kolumbien zu Großkolumbien vereinigen werden.
- 1897: Griechische Truppen landen auf Basis der Megali Idea auf der Insel Kreta, um die Bewohner in ihrem Unabhängigkeitskampf gegen das Osmanische Reich zu unterstützen. Das führt am 7. April zum Türkisch-Griechischen Krieg.

1898: USS Maine im Hafen von Havanna

- 1898: Vermutlich wegen einer durch einen Kohlebrand ausgelösten Explosion in der Munitionskammer der Maine sinkt das Schlachtschiff im Hafen von Havanna. 266 Besatzungsmitglieder werden getötet. In der Folge erklären die USA, die – aufgehetzt durch eine Medienkampagne der konkurrierenden Blätter von William Randolph Hearst und Joseph Pulitzer – einen spanischen Angriff behaupten, Spanien den Krieg.
- 1922: Der Ständige Internationale Gerichtshof in Den Haag hält unter Vorsitz seines Präsidenten Bernard Loder seine erste Sitzung ab.
- 1930: Mit Cairine Wilson wird, knapp vier Monate nach einem Grundsatzentscheid zur Zulässigkeit, erstmals eine Frau in Kanadas Senat berufen.
- 1933: Der frisch gewählte US-Präsident Franklin D. Roosevelt entgeht in Miami nur knapp einem Attentat, bei dem der neben ihm sitzende frühere Bürgermeister von Chicago, Anton Cermak, getötet wird. Die Hintergründe der Tat bleiben ungeklärt.

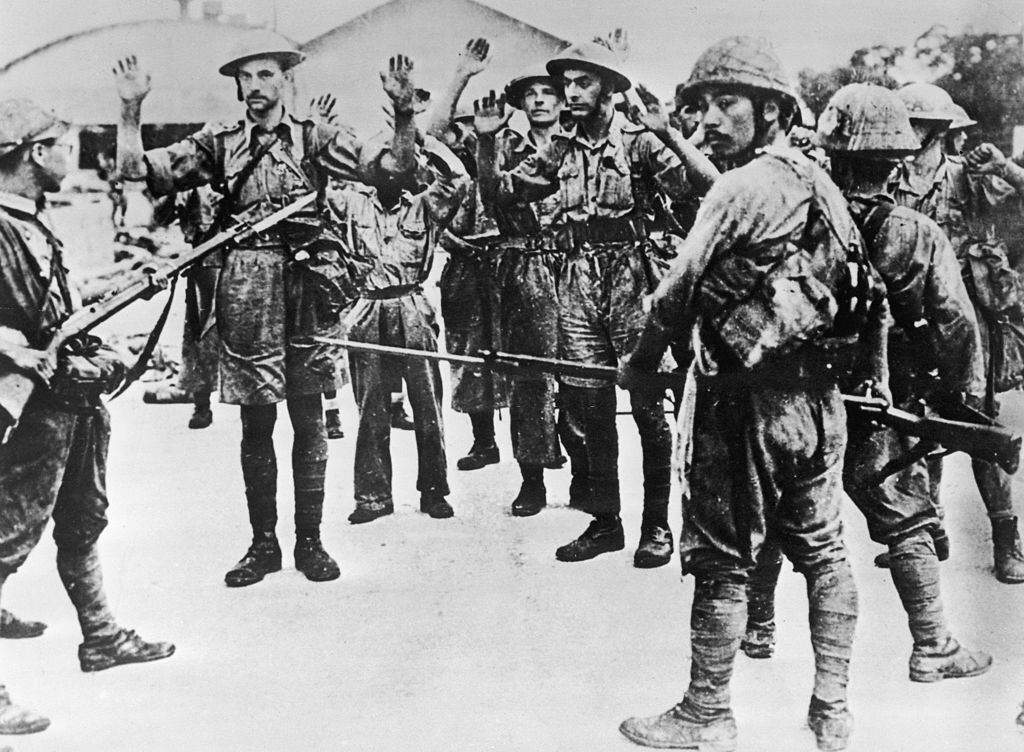
1942: Britische Kriegsgefangene

- 1942: Singapur wird nach einer 16 Tage dauernden Schlacht im Pazifikkrieg von japanischen Truppen eingenommen. Über 80.000 alliierte Soldaten unter dem britischen Lieutenant General Arthur Ernest Percival gehen in Kriegsgefangenschaft.
- 1943: Deutsche Schüler ab 15 Jahren werden ab sofort als Luftwaffenhelfer zum Kriegsdienst herangezogen.

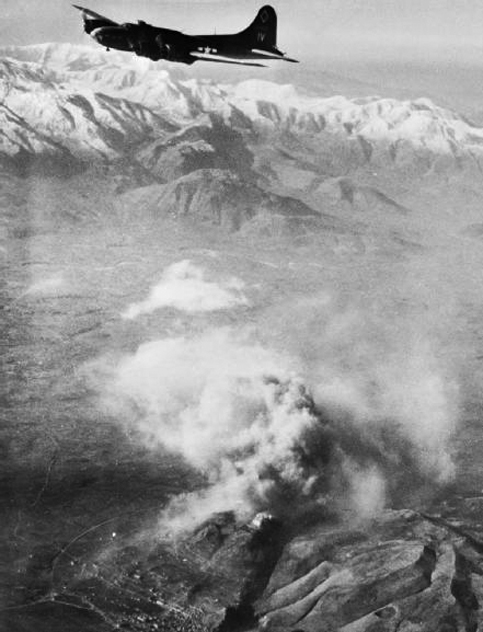
1944: Zerstörung des Klosters Monte Cassino

- 1944: Das Gründungskloster der Benediktiner in Montecassino wird durch schwere alliierte Bombardements im Zweiten Weltkrieg fast komplett zerstört, obwohl sich nur rund 800 Zivilisten in den Gebäuden befinden.
- 1945: Eine Verordnung des deutschen Reichsjustizministers Otto Georg Thierack führt zum Bilden von Standgerichten in „feindbedrohten Reichsverteidigungsbezirken“, die Zivil- wie Militärpersonen verurteilen dürfen.
- 1948: Der durch Zusammenschluss von mehr als 200 indischen Fürstenstaaten gebildete „Vereinigte Staat von Saurashtra (Kathiawar)“ wird Bestandteil des im Vorjahr unabhängig gewordenen Indien.

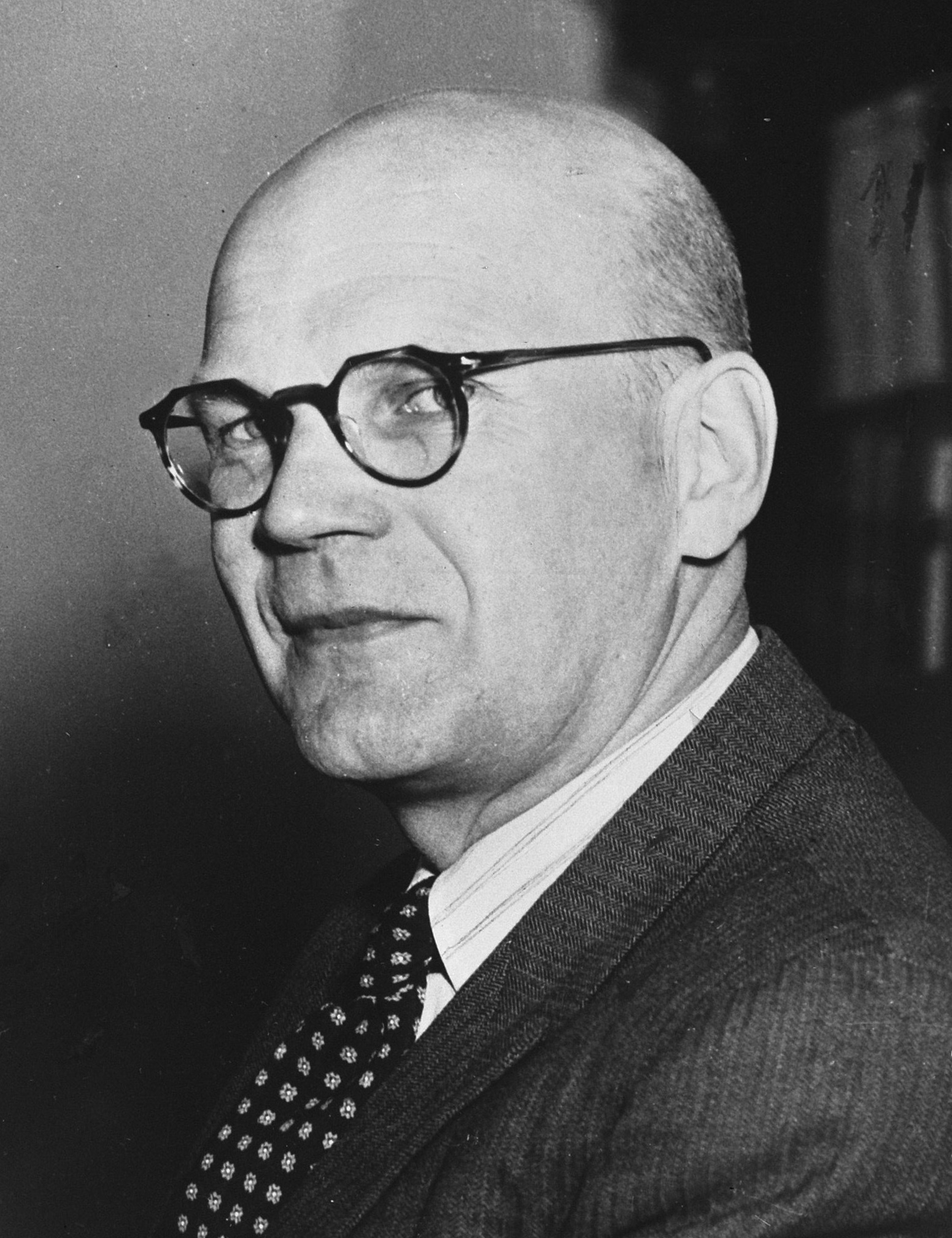
1956: Urho Kekkonen

- 1956: Der Wahlmännerausschuss der Präsidentenwahl Finnlands wählt Urho Kekkonen erstmals zum Präsidenten der Republik Finnland. Er gewinnt den dritten Wahlgang gegen den Sozialdemokraten Karl-August Fagerholm mit 151:149 Stimmen. Weitere Gegenkandidaten in früheren Abstimmungen sind die Konservativen Sakari Tuomioja und Juho Kusti Paasikivi. Kekkonen wird das Amt des Präsidenten in Finnland bis 1981 innehaben.

1965: Alte Flagge Kanadas, Kanadische Red Ensign

1965: Neue Flagge Kanadas, Ahornblattflagge

- 1965: Die Ahornblatt-Flagge wird trotz massiver Proteste in einer offiziellen Zeremonie von Königin Elisabeth II. auf dem Parliament Hill in Ottawa als neue Flagge Kanadas eingeführt. Sie löst die Kanadische Red Ensign ab.
- 1972: In der Oslo-Konvention einigen sich zwölf europäische Atlantik-Anrainerstaaten auf Maßnahmen zur Verhütung weiterer Meeresverschmutzung.
- 1989: Die sowjetische Regierung gibt bekannt, dass sich die Sowjetarmee komplett aus Afghanistan zurückgezogen hat. Die sowjetische Intervention in Afghanistan ist damit nach über neun Jahren beendet.
- 1990: Die neben Karl Koch am KGB-Hack beteiligten Hacker Dirk-Otto Brezinski (DOB), Hans Heinrich Hübner (Pengo) und Markus Hess (Urmel) werden zu Freiheitsstrafen auf Bewährung zwischen 14 Monaten und 2 Jahren verurteilt.

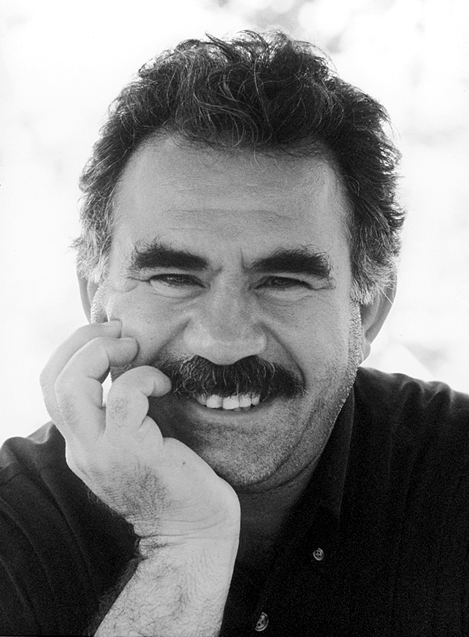
1999: Abdullah Öcalan

- 1999: Der Kurdenführer und Vorsitzende der verbotenen Arbeiterpartei Kurdistans (PKK), Abdullah Öcalan, wird vom türkischen Geheimdienst Millî İstihbarat Teşkilâtı entführt und in die Türkei auf die Gefängnisinsel İmralı gebracht.
- 2000: Die Beitrittsverhandlungen zwischen der EU und Lettland sowie Bulgarien und der Slowakei beginnen.
- 2003: Weltweit demonstrieren etwa 9 Millionen Menschen in der größten Friedensdemonstration der Geschichte gegen den von der „Koalition der Willigen“ geplanten Irakkrieg, der damit der bisher einzige Krieg der Geschichte ist, gegen den schon vor seinem Ausbruch Protestdemonstrationen stattfinden.
- 2006: Das Bundesverfassungsgericht erklärt eine Bestimmung des bundesdeutschen Luftsicherheitsgesetzes für nichtig, die für den letztendlichen Abschuss entführter Luftfahrzeuge bei Gefahrensituationen eine Rechtsgrundlage hätte sein sollen.
- 2012: Im Indischen Ozean werden zwei tamilische Fischer von italienischen Militäreinheiten vom Öltanker Enrica Lexie aus erschossen, da sie irrtümlich für somalische Piraten gehalten werden. Dieser Seezwischenfall führte zu diplomatischen Spannungen zwischen Italien und Indien.
- 2018: Einen Tag nach dem Rücktritt des südafrikanischen Präsidenten Jacob Zuma wird vom Parlament in Pretoria der ANC-Politiker Cyril Ramaphosa zum fünften Präsidenten, der seit 1961 bestehenden Republik Südafrika gewählt.

### Wirtschaft
- 1712: Zar Peter der Große befiehlt in einem Erlass, in Tula eine Fabrik zu errichten, die als Tulski Oruscheiny Sawod mit der Herstellung von Waffen die Zeiten überdauert.
- 1864: Der 22-jährige Gerhard Adriaan Heineken kauft die in Amsterdam ansässige Brauerei De Hooiberg und gründet damit das Unternehmen Heineken, heute eine der größten Brauereien der Welt.

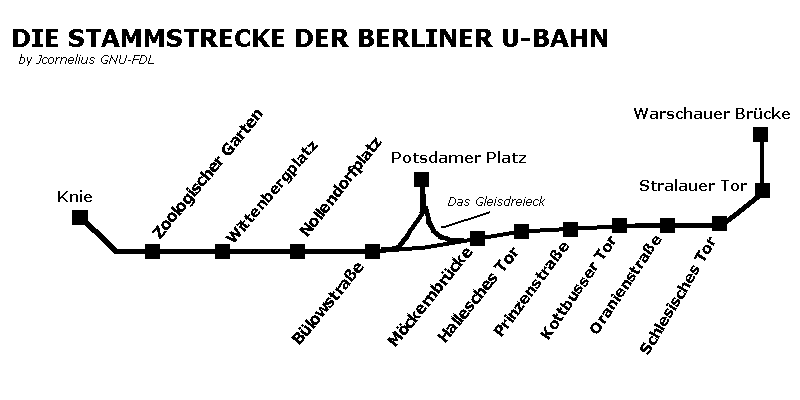
1902: Die Stammstrecke der Berliner U-Bahn

- 1902: In Berlin wird die erste Strecke der U-Bahn zwischen den U-Bahn-Stationen Stralauer Tor und Zoologischer Garten eröffnet.
- 1912: In Hamburg wird mit dem ersten Abschnitt der Ringbahn zwischen den Stationen Rathausplatz und Barmbek der U-Bahn der dritte U-Bahn-Betrieb in Deutschland in Betrieb genommen. Am 28. Juni des Jahres ist der Ring mit zwei weiteren Abschnitten vollendet.
- 1934: Das deutsche Medienunternehmen Heyne Verlag wird in Dresden gegründet.
- 1936: Die I.G. Farben warten bei der Internationalen Automobil-Ausstellung in Berlin mit dem ersten Autoreifen aus dem Kautschukersatz Buna auf.
- 1950: Remington Rand übernimmt die Eckert-Mauchly Computer Corporation, die den Computer UNIVAC I entwickelt.
- 1953: Der beim schwedischen Unternehmen ASEA beschäftigte Physiker Erik Lundblad stellt die ersten synthetischen Diamanten her.
- 1971: Am Decimal Day wird in Großbritannien das Pfund Sterling auf das Dezimalsystem umgestellt und damit in 100 Pence eingeteilt.
- 1991: Im ungarischen Visegrád schließen Polen, Ungarn und die Tschechoslowakei das Abkommen über die Gründung der Visegrád-Gruppe, um den Übergang zur Marktwirtschaft in Kooperation zu vollziehen.

### Wissenschaft und Technik

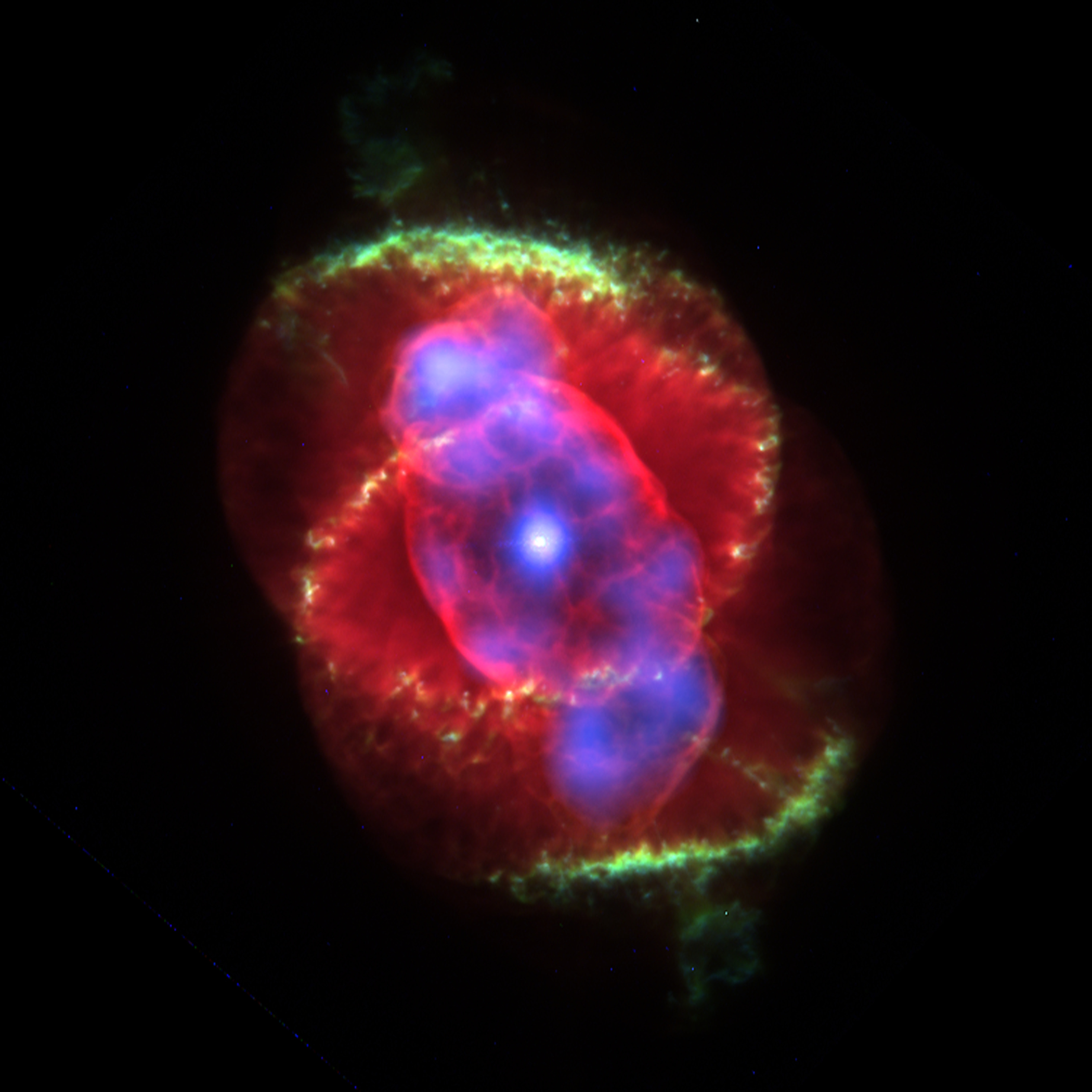
1786: Katzenaugennebel

- 1786: Der Astronom Wilhelm Herschel entdeckt den Katzenaugennebel, einen planetarischen Nebel im Sternbild Drache.
- 1830: Mit einem Vortrag Étienne Geoffroy Saint-Hilaires beginnt der Pariser Akademiestreit zwischen ihm und Georges Cuvier, eine der bekanntesten Debatten in der Geschichte der Biologie.
- 1959: Zwischen Düsseldorf und Ratingen wird, erstmals in Deutschland, ein mobiles Radargerät zur Geschwindigkeitskontrolle genutzt.

### Kultur
- 1665: Am Théâtre du Palais Royal in Paris erfolgt die Uraufführung der Komödie Don Juan ou le Festin de pierre von Molière.
- 1823: Die Oper Cordelia von Conradin Kreutzer mit dem Libretto von Pius Alexander Wolff wird am Theater am Kärntnertor in Wien uraufgeführt.
- 1845: Am Teatro alla Scala in Mailand wird die Oper Giovanna d’Arco von Giuseppe Verdi uraufgeführt. Das Libretto von Temistocle Solera basiert auf dem Trauerspiel Die Jungfrau von Orleans von Friedrich Schiller. Die Reaktion des Publikums ist geteilt.
- 1862: Die Uraufführung der Oper Die Katakomben von Ferdinand von Hiller findet in Wiesbaden statt.

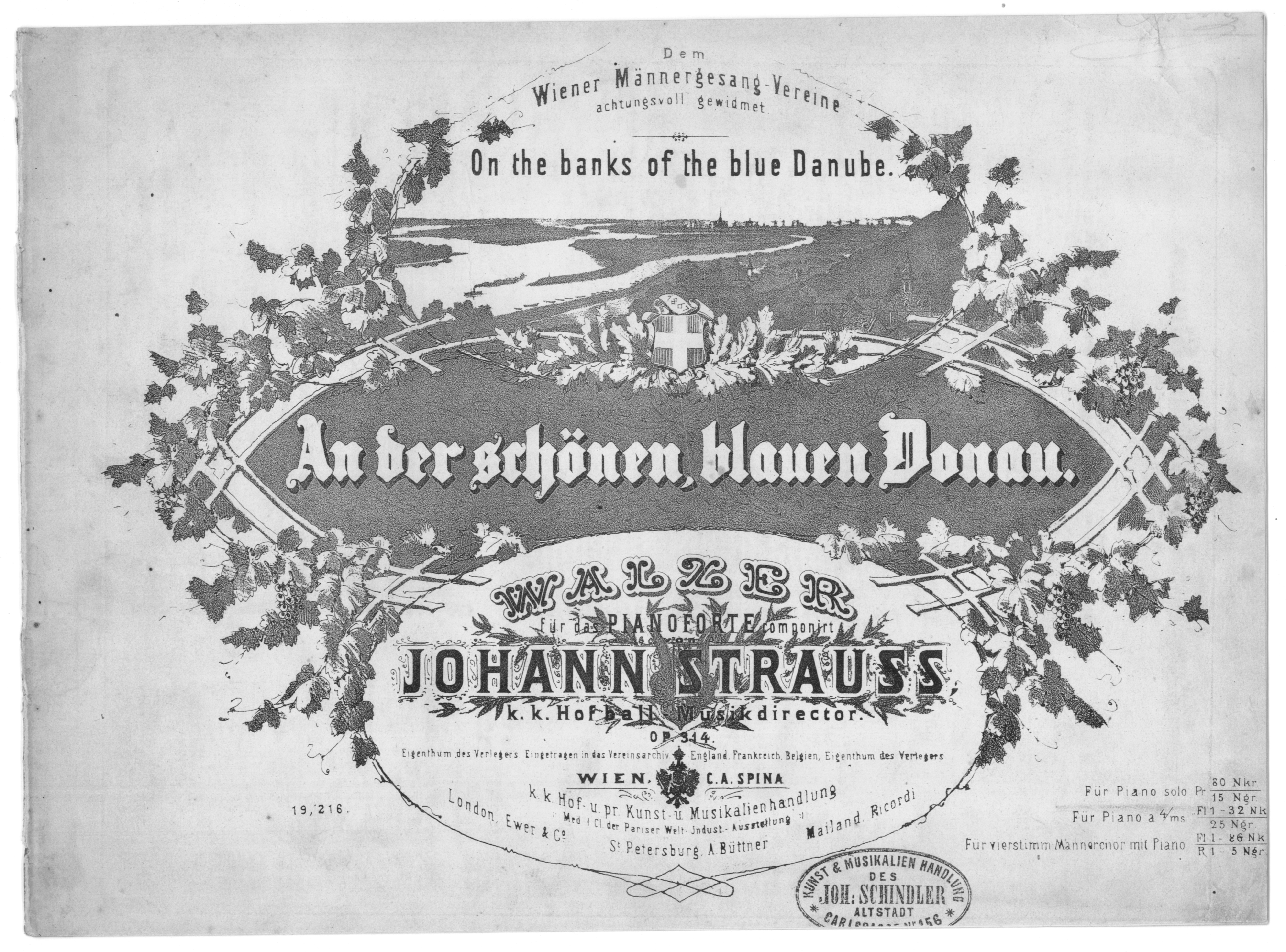
1867: Donauwalzer, Titelblatt der Erstausgabe

- 1867: Der Walzer An der schönen blauen Donau von Johann Strauss (Sohn) wird als Chorwalzer vom Wiener Männergesang-Verein im Saal des Dianabades in Wien uraufgeführt.
- 1884: Die Oper Mazeppa von Pjotr Iljitsch Tschaikowski nach dem Gedicht Poltava von Alexander Puschkin wird am Bolschoi-Theater in Moskau uraufgeführt.
- 1965: Bernd Alois Zimmermanns Oper Die Soldaten wird im Kölner Opernhaus uraufgeführt.
- 1987: Die in der ARD gezeigte deutsche Comedy-Serie Rudis Tagesshow löst einen internationalen Eklat aus, als in einer Szene das iranische Staatsoberhaupt Ajatollah Ruhollah Chomeini mit Damenunterwäsche in Verbindung gebracht wird. Moderator Rudi Carrell erhält Morddrohungen.

### Gesellschaft
- 1985: In Wien wird Udo Proksch wegen Betrugsverdachts im Zusammenhang mit dem Untergang der Lucona verhaftet.

### Religion
- 1113: Paschalis II. stellt den Johanniterorden unter päpstlichen Schutz und erlässt ihm die Zehntabgabe.
- 1145: Der Zisterzienser Bernardo Paganelli di Montemagno wird als Eugen III. zum Papst gewählt. Der Schüler Bernhards von Clairvaux muss aber wenige Tage später aus Rom fliehen, da der Senat der Papstherrschaft feindlich gegenübersteht.

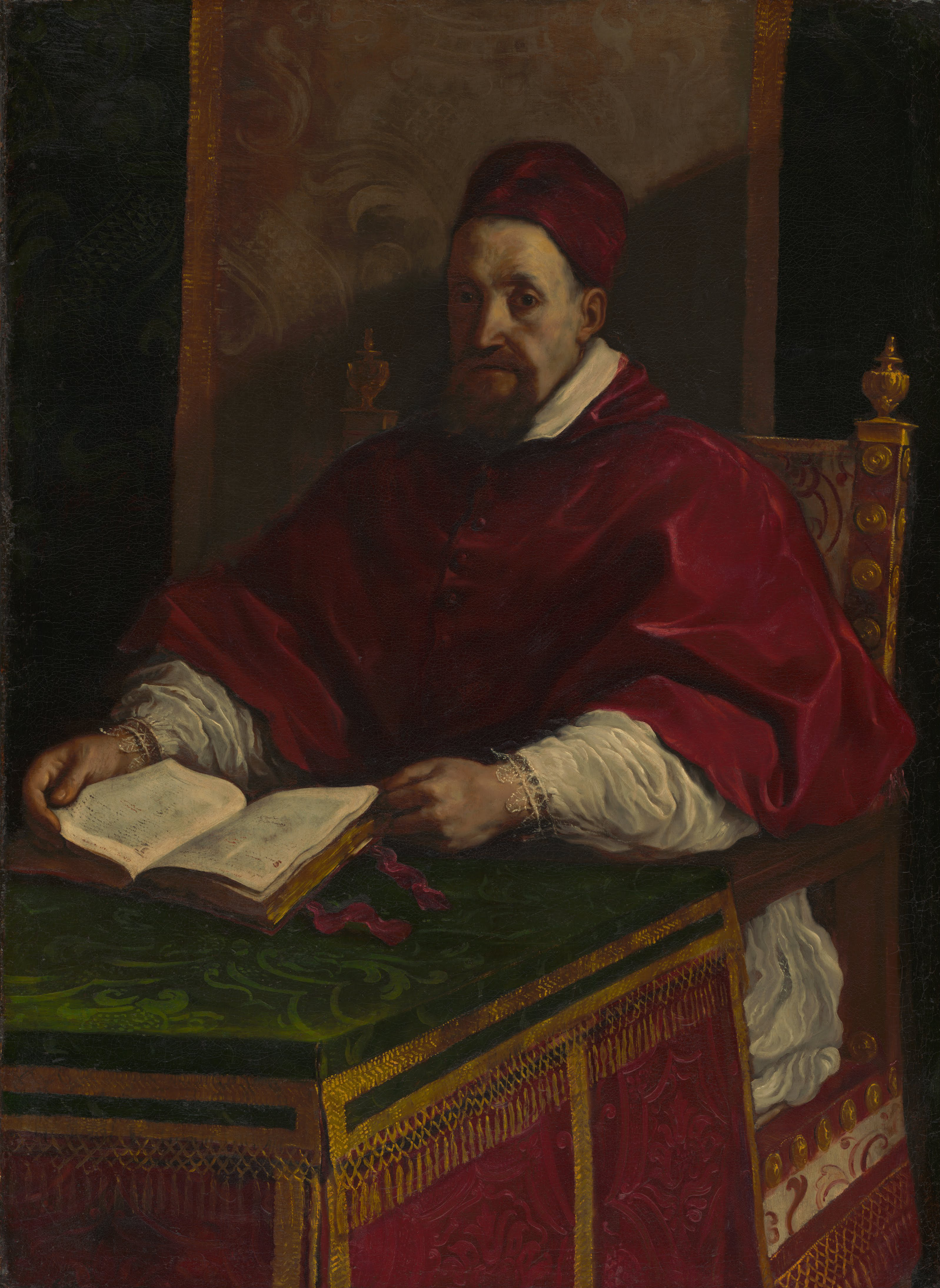
1621: Gregor XV.

- 1621: Der frisch gewählte Papst Gregor XV. ernennt seinen Neffen Ludovico Ludovisi zum Kardinalnepoten.

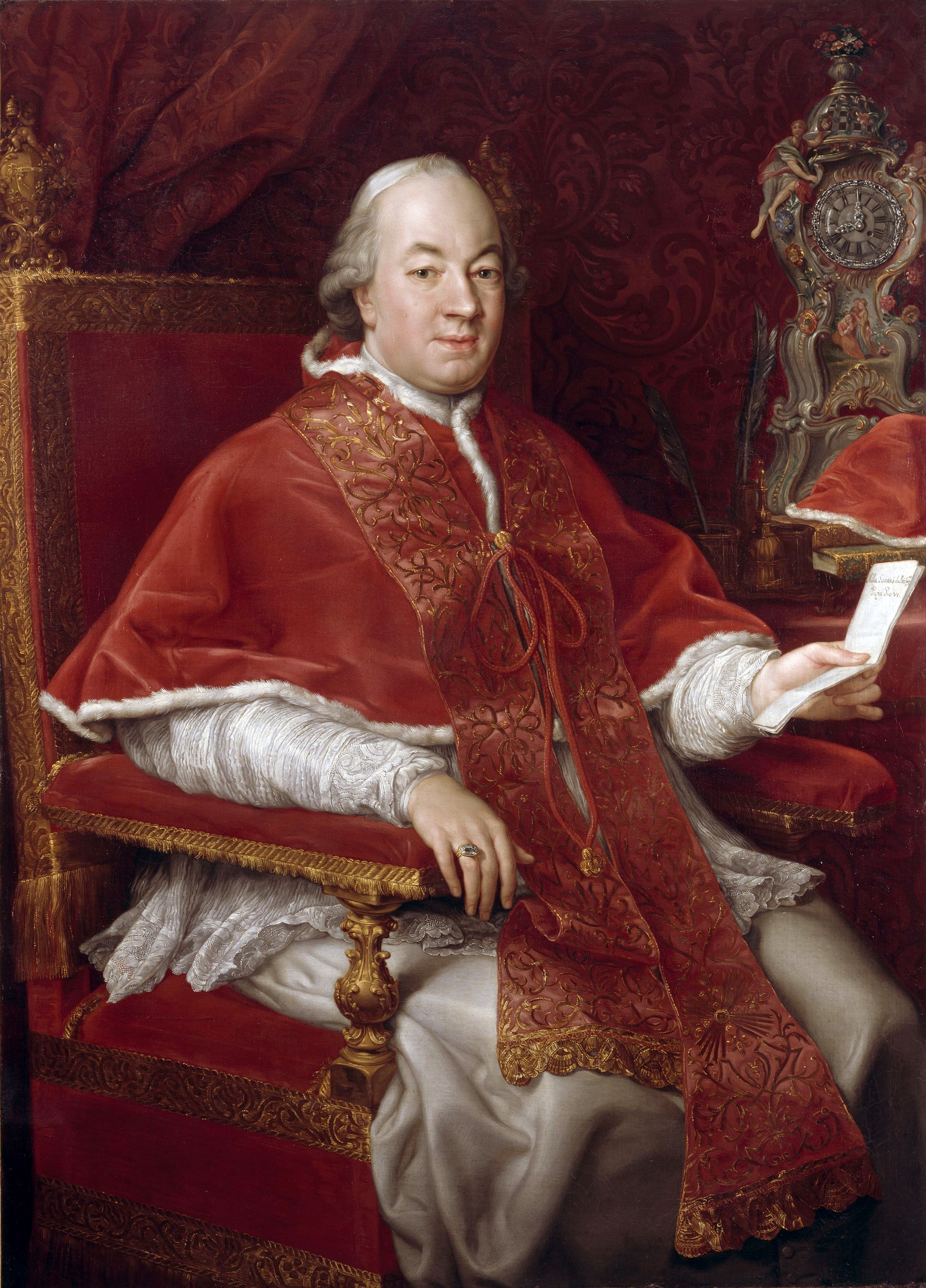
1775: Pius VI.

- 1775: Giovanni Angelo Graf Braschi wird fast fünf Monate nach dem Tod von Clemens XIV. zum Papst gewählt, nachdem er dem Konklave zugesagt hat, das Jesuitenverbot nicht anzutasten. Er nimmt den Namen Pius VI. an.
- 1882: In der Enzyklika Etsi nos wendet sich Papst Leo XIII. gegen die Freimaurerei, den Liberalismus und den Rationalismus als die Wurzeln allen Übels.

### Katastrophen
- 1760: Das britische Linienschiff HMS Ramillies strandet nach einem Navigationsfehler bei Bolt Head in der Nähe von Plymouth, England. Etwa 700 Besatzungsmitglieder sterben, nur 26 Mann können sich retten. Es handelt sich um eines der schlimmsten Schiffsunglücke ohne Kriegseinwirkung in englischen Gewässern.

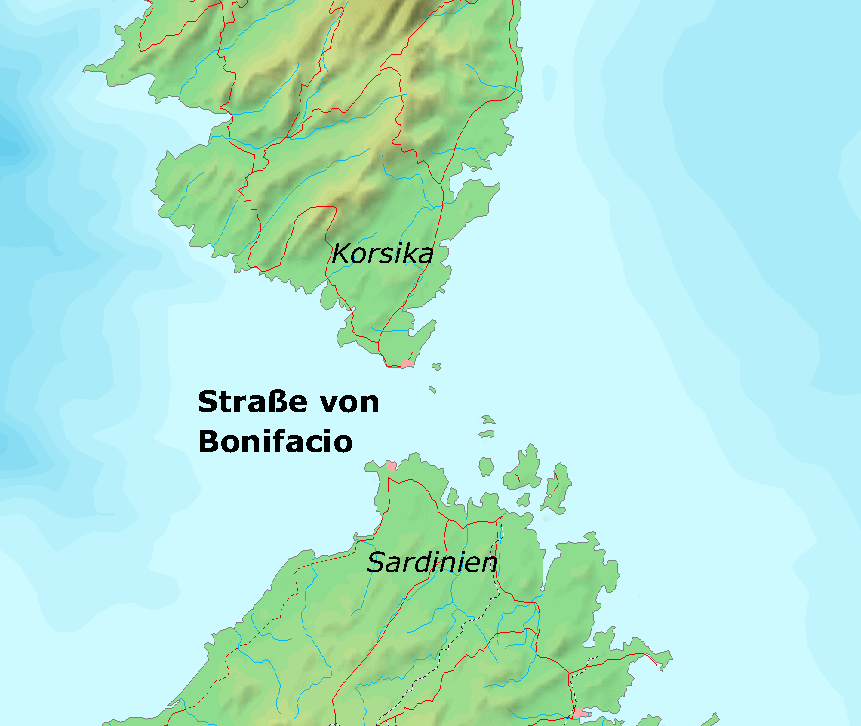
1855: Straße von Bonifacio

- 1855: Die französische Fregatte La Sémillante zerschellt während eines Orkans in der Straße von Bonifacio zwischen Korsika und Sardinien an den Riffen der Lavezzi-Inseln; von den 693 Seeleuten und Soldaten an Bord überlebt niemand.

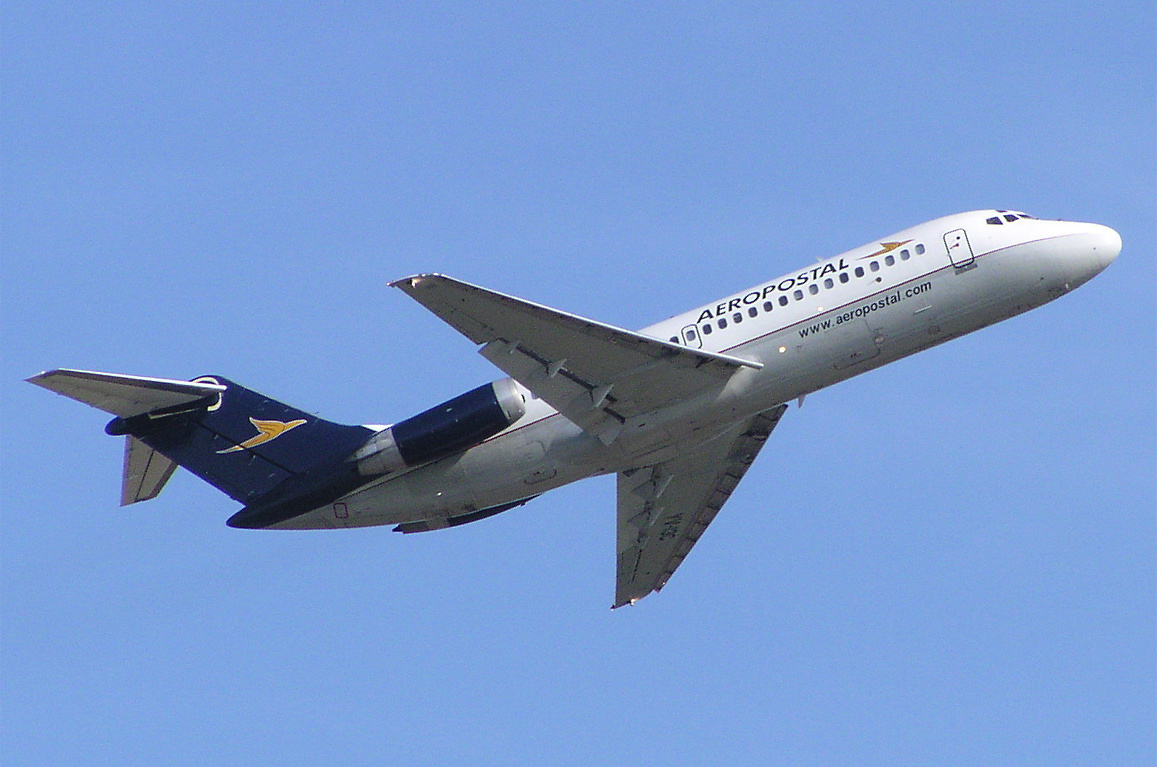
1970: DC-9-20

- 1970: Eine dominikanische Douglas DC-9 stürzt direkt nach dem Start bei Santo Domingo, Dominikanische Republik, ins Meer. Alle 102 Menschen an Bord sterben.
- 1982: Die zu diesem Zeitpunkt größte Bohrinsel der Welt, Ocean Ranger, sinkt auf der Neufundlandbank vor Neufundland, nachdem sie von einer Monsterwelle beschädigt worden ist. Alle 84 Besatzungsmitglieder kommen ums Leben.
- 1994: Ein Erdbeben der Stärke 6,9 auf Sumatra, Indonesien, fordert 207 Todesopfer.
- 1996: Der Tanker Sea Empress läuft nach einem Lotsenfehler auf einem Felsen bei Milford Haven auf. 71.800 Tonnen auslaufendes Rohöl verursachen eine schwere Ölverschmutzung an der walisischen Küste.

- 2013: Bei Tscheljabinsk tritt ein Meteor in die Erdatmosphäre ein und explodiert 30 bis 50 Kilometer über dem Erdboden. Die darauffolgende Druckwelle beschädigt rund 3500 Gebäude. 1491 Menschen werden durch umherfliegende Glassplitter verletzt. Es ist der größte Meteor seit dem Eintritt des Tunguska-Meteoriden.

Kleinere Unglücksfälle sind in den Unterartikeln von Katastrophe und in der Liste von Katastrophen aufgeführt.

### Sport

1891: AIK Solna-Logo

- 1891: In Stockholm wird als allgemeiner Sportklub AIK Solna gegründet, der im Lauf der Zeit zu einem der größten Sportvereine Schwedens heranwächst.
- 1978: Leon Spinks gewinnt seinen Boxkampf und Weltmeistertitel im Schwergewicht gegen Muhammad Ali im Hilton Hotel, Las Vegas, durch Sieg nach Punkten.
- 1985: Ein ungewohnt langer Wettkampf zur Ermittlung eines Schachweltmeisters zwischen Anatoli Karpow und Garri Kasparow wird vom FIDE-Präsidenten Florencio Campomanes regelwidrig nach 48 Partien abgebrochen. Karpow führt zu diesem Zeitpunkt bei der Schachweltmeisterschaft 1984 mit 5:3 Punkten, Kasparow war beim Aufholen. Die beiden Titelaspiranten treffen am Brett bei der neu angesetzten Schachweltmeisterschaft 1985 wieder aufeinander.
- 2015: Der norwegische Skispringer Anders Fannemel springt mit 251,5 Metern Weltrekord in Vikersund.

Einträge von Leichtathletik-Weltrekorden befinden sich unter der jeweiligen Disziplin unter Leichtathletik.

## Geboren

### Vor dem 18. Jahrhundert
- 1368: Sigismund von Luxemburg, deutscher König und Kaiser, König von Böhmen und Ungarn
- 1458: Iwan Iwanowitsch der Junge, russischer Großfürst
- 1472: Piero di Lorenzo de’ Medici, Herrscher von Florenz
- 1487: Heinrich von der Pfalz, Fürstbischof von Worms, von Utrecht und von Freising
- 1506: Juliana zu Stolberg, Stammmutter des Hauses Oranien
- 1549: Barnim X., Herzog von Pommern
- 1557: Vittoria Accoramboni, italienische Adlige

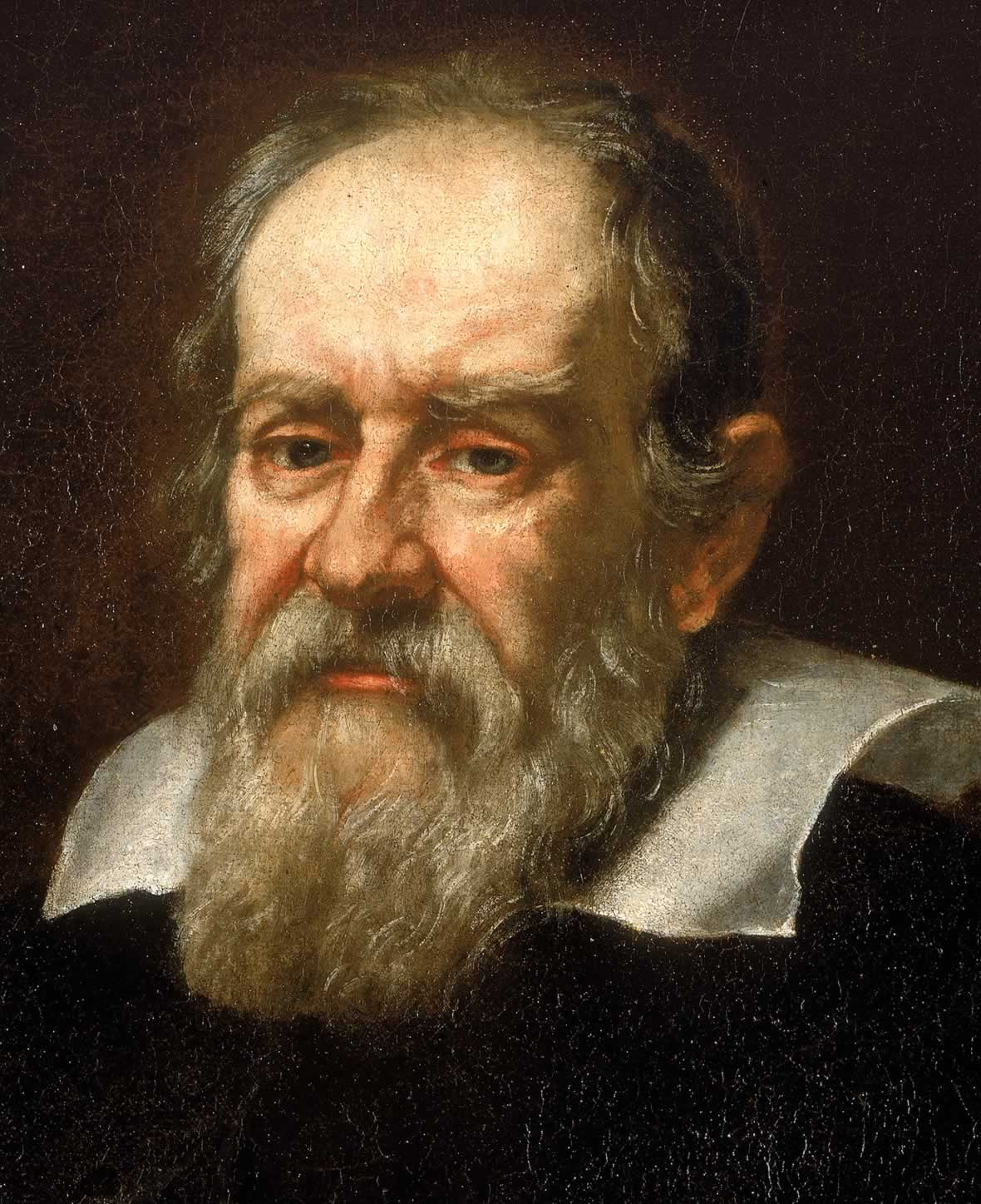
Galileo Galilei (* 1564)

- 1564: Galileo Galilei, italienischer Philosoph, Mathematiker, Physiker und Astronom
- 1571: Michael Praetorius, eigentlich Michael Schultheiß, deutscher Komponist und Musiktheoretiker
- 1612: Paul Chomedey de Maisonneuve, französischer Offizier und Gründer von Montreal
- 1655: August, Herzog von Sachsen-Merseburg-Zörbig
- 1678: Johann Caspar Escher, Schweizer Politiker
- 1687: Theodor Ankarcrona, schwedischer Admiral
- 1688: Nicolas Fréret, französischer Gelehrter
- 1695: Johann Elias Ridinger, deutscher Tiermaler und Radierer

### 18. Jahrhundert
- 1705: Charles André van Loo, französischer Maler
- 1710: Ludwig XV., König von Frankreich
- 1715: Johann Gottlieb Frenzel, deutscher Jurist, Historiker und Philosoph
- 1719: Wilhelm Sebastian von Belling, preußischer Husarengeneral
- 1724: Peter von Biron, Herzog von Kurland und Semgallen sowie Herzog von Sagan
- 1725: Abraham Clark, US-amerikanischer Politiker
- 1725: Johann Anton von Pergen, österreichischer Diplomat und Staatsmann
- 1731: Jean-Louis Aubert, französischer Weltgeistlicher, Fabeldichter, Journalist und Literaturkritiker
- 1734: Johann Gerhard Gruner, deutscher Jurist und Historiker
- 1739: Alexandre-Théodore Brongniart, französischer Architekt
- 1739: Charles Henri Sanson, französischer Scharfrichter
- 1740: Carl Michael Bellman, schwedischer Dichter und Komponist
- 1745: Johann Ferdinand Albert, deutscher Beamter

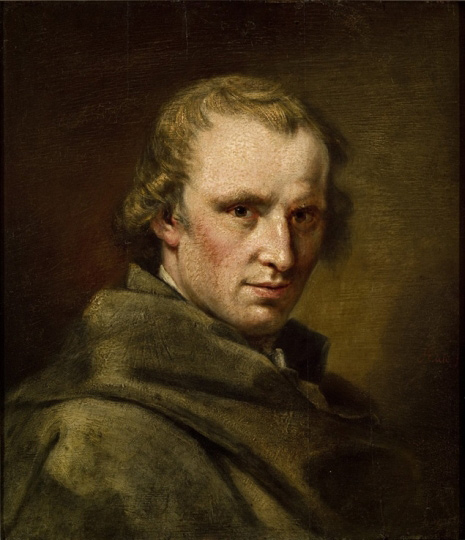
Johann Jakob Wilhelm Heinse (* 1746)

- 1746: Wilhelm Heinse, deutscher Dichter und Bibliothekar
- 1748: Jeremy Bentham, britischer Jurist, Philosoph und Sozialreformer
- 1750: Valentin Stephan Still, Braumeister in München
- 1751: Johann Heinrich Wilhelm Tischbein, deutscher Maler
- 1754: Pierre-Louis Roederer, französischer Staatsmann und Publizist, Großoffizier der Ehrenlegion
- 1755: Jean-Nicolas Corvisart, französischer Mediziner und Leibarzt von Napoléon Bonaparte
- 1755: Ferdinand von Lüninck, deutscher Fürstbischof von Corvey und Bischof von Münster
- 1759: Friedrich August Wolf, deutscher Altphilologe und Altertumswissenschaftler
- 1760: Jean-François Lesueur, französischer Kirchenmusiker und Komponist
- 1764: Jens Immanuel Baggesen, dänischer Schriftsteller, Übersetzer und Anhänger der Aufklärung sowie der Französischen Revolution
- 1764: Jean-Conrad Hottinguer, Schweizer und später französischer Bankier, Unternehmer und Politiker
- 1770: Ferdinand von Wintzingerode, russischer General
- 1772: Leander van Eß, deutscher katholischer Theologe
- 1774: Wilhelm Georg Friedrich von Oranien-Nassau, zweiter Sohn Wilhelms V. der Niederlande
- 1776: Johann Adam Oestreich, deutscher Orgelbauer
- 1783: Johann Nepomuk von Poißl, deutscher Komponist und Intendant
- 1784: Herenäus Haid, deutscher Theologe, Autor und Übersetzer
- 1786: Ferdinand Gotthelf Hand, deutscher Altphilologe
- 1789: Friedrich Ernst Fesca, deutscher Komponist
- 1791: Friedrich Ludwig Weidig, deutscher evangelischer Theologe, Pädagoge, Publizist und Turnpionier, Protagonist des Vormärz

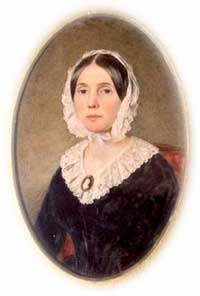
Floride Calhoun (* 1792)

- 1792: Floride Calhoun, US-amerikanische Second Lady
- 1796: Pjotr Fjodorowitsch Anjou, russischer Polarforscher und Admiral

### 19. Jahrhundert

#### 1801–1850
- 1803: Karl Friedrich Schimper, deutscher Naturwissenschaftler, Botaniker und Geologe

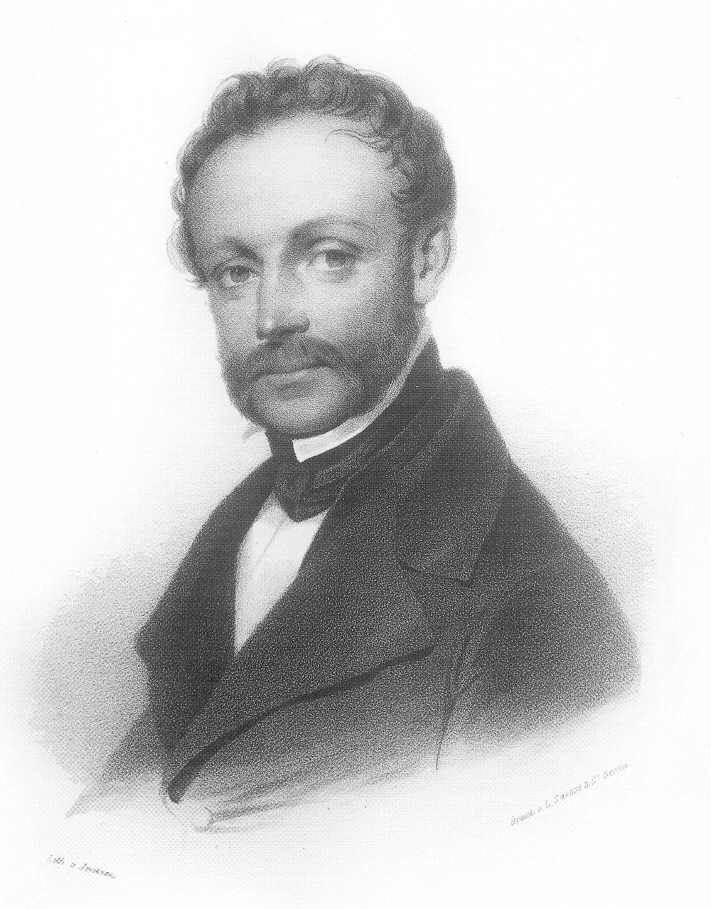
Ludwig Persius (* 1803)

- 1803: Ludwig Persius, preußischer Architekt
- 1805: Louise Bertin, französische Komponistin
- 1806: Franz Xaver Haimerl, österreichischer Jurist und Hochschullehrer
- 1807: Ignacy Feliks Dobrzyński, polnischer Pianist und Komponist
- 1808: Carl Friedrich Lessing, deutscher Maler der Romantik
- 1809: Owen Jones, britischer Architekt und Designer
- 1810: Mary S. B. Dana, US-amerikanische Schriftstellerin
- 1811: Domingo Faustino Sarmiento, argentinischer Staatspräsident

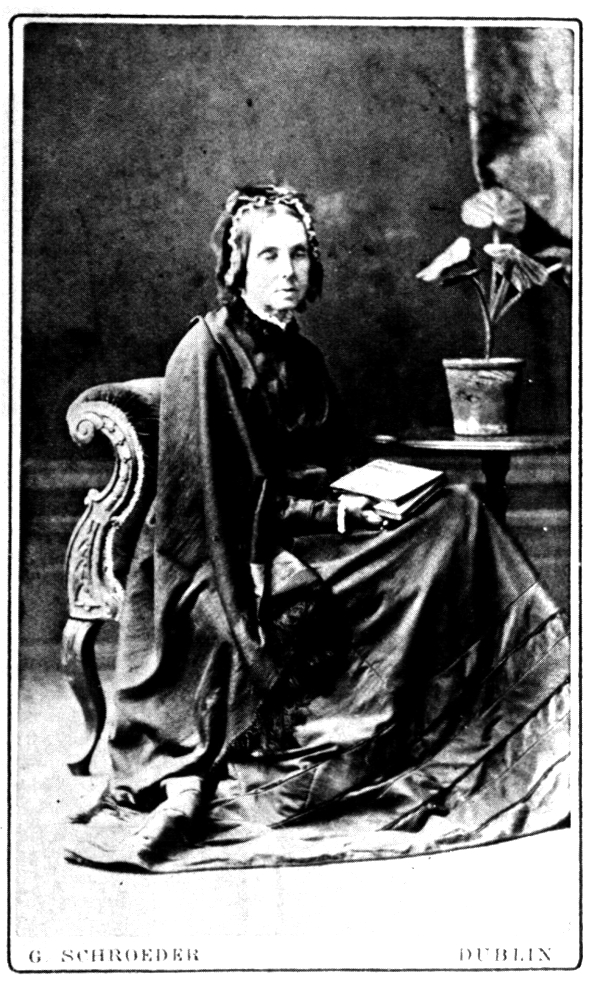
Mary Ball (* 1812)

- 1812: Mary Ball, irische Naturforscherin und Entomologin
- 1812: Charles Lewis Tiffany, US-amerikanischer Juwelier
- 1813: Frederick Holbrook, US-amerikanischer Politiker
- 1817: Charles-François Daubigny, französischer Maler
- 1818: Jan Pětr Jordan, sorbischer Wissenschaftler und Philosoph
- 1820: Susan B. Anthony, US-amerikanische Pionierin der Frauenrechtsbewegung
- 1821: Camille Rousset, französischer Geschichtsschreiber und Bibliothekar des Kriegsministeriums
- 1823: Li Hongzhang, chinesischer General
- 1826: George Johnstone Stoney, irischer Physiker
- 1828: Luise Bernhardi, deutsche Schriftstellerin
- 1830: Marcos Segundo Maturana, chilenischer General
- 1831: Adolf Deucher, Schweizer Politiker
- 1831: Josef Hlávka, tschechischer Baumeister, Architekt und Mäzen
- 1832: Nicolás Ruiz Espadero, kubanischer Pianist und Komponist

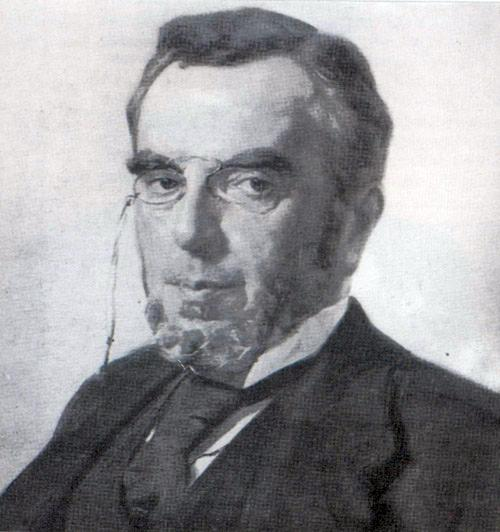
Dimitrios Vikelas (* 1835)

- 1835: Dimitrios Vikelas, griechischer Sportfunktionär, erster Präsident des IOC
- 1837: Wilhelm Jensen, deutscher Schriftsteller
- 1837: Adolph Kießling, deutscher Altphilologe
- 1839: Hieronymus Georg Zeuthen, dänischer Professor der Mathematik
- 1840: Bai Bureh, Herrscher des Königreichs Koya im heutigen Sierra Leone
- 1844ː Maria Pognon, französische Feministin
- 1845: Elihu Root, US-amerikanischer Autor und Friedensnobelpreisträger
- 1847ː Helene Gerl, Sängerin
- 1847: Robert Fuchs, österreichischer Komponist der Romantik
- 1850: Ion Andreescu, rumänischer Maler
- 1850: Sophie Bryant, irische Mathematikerin und Aktivistin

#### 1851–1900
- 1853: Frederick Treves, britischer Chirurg
- 1853: Max Wilhelm Meyer, deutscher Astronom, Naturforscher und Schriftsteller
- 1855: Hugo Vogel, deutscher Maler
- 1856: Emil Kraepelin, deutscher Psychiater
- 1858: William Henry Pickering, US-amerikanischer Astronom
- 1859: Louis-Joseph Maurin, französischer Geistlicher, Bischof von Grenoble, Erzbischof von Lyon, Kardinal
- 1860: Leo Arons, deutscher Physiker und Politiker
- 1861: William Adams, US-amerikanischer Politiker, Gouverneur von Colorado
- 1861: Alfred North Whitehead, britischer Mathematiker und Philosoph
- 1861: Charles Édouard Guillaume, französisch-schweizerischer Physiker, Nobelpreisträger
- 1861: Halford Mackinder, britischer Geograph und Geopolitiker
- 1861: Julius Wahle, österreichischer Literaturwissenschaftler
- 1862: Sawwa Timofejewitsch Morosow, russischer Kaufmann, Industrieller, Mäzen und Philanthrop
- 1866: Colomban-Marie Dreyer, französischer Geistlicher, Diplomat des Heiligen Stuhles
- 1866: Paolo Troubetzkoy, italienisch-russischer Bildhauer
- 1869: Ferdinand Grimm, österreichischer Finanzfachmann und Politiker, Bundesminister
- 1869: Hans Schrader, deutscher Archäologe
- 1871: Carlos de Candamo, peruanischer Diplomat und Sportler
- 1873: Gaspar Agüero y Barreras, kubanischer Komponist und Pianist

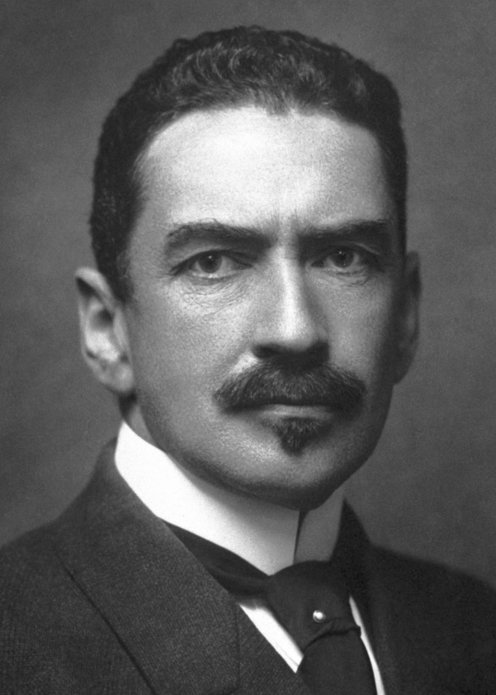
Hans von Euler-Chelpin (* 1873)

- 1873: Hans von Euler-Chelpin, deutsch-schwedischer Chemiker, Nobelpreisträger
- 1874: Emilis Jūlis Melngailis, lettischer Komponist
- 1874: Ernest Shackleton, britischer Polarforscher
- 1874: Eduard Schwyzer, Schweizer Altphilologe und Indogermanist
- 1875: Vilma von Webenau, österreichisch-deutsche Komponistin
- 1876: Sofia Laskaridou, griechische Malerin
- 1876: Ernest Henry Wilson, britischer Botaniker und Pflanzenjäger
- 1877: Louis Renault, französischer Ingenieur, Mitgründer der Automarke Renault
- 1878: Arnold Ræstad, norwegischer Historiker und Politiker, Außenminister
- 1879: Hermann Burte, deutscher Dichter und Maler
- 1879: Friedrich Franz zu Hohenlohe-Waldenburg-Schillingsfürst, österreich-ungarischer Adeliger

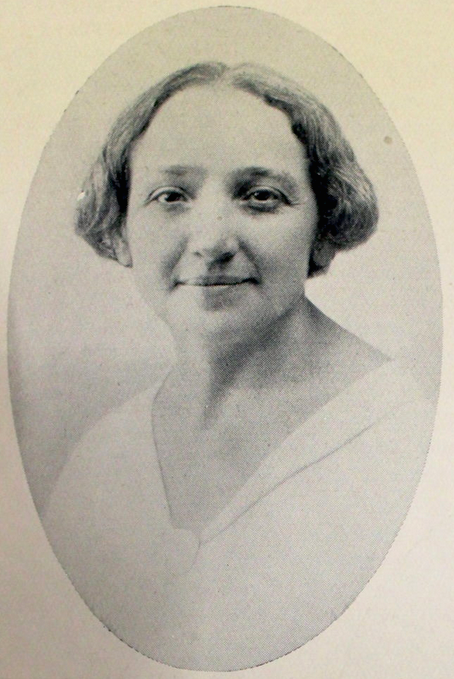
Elisabeth Rotten (* 1882)

- 1882: Elisabeth Rotten, deutsche Reformpädagogin und Friedensaktivistin
- 1883: Fritz Gerlich, deutscher Journalist und Historiker
- 1883: Sax Rohmer, britischer Kriminalautor und Esoteriker
- 1884: Carl Engelbert Böhmer, deutscher Politiker, MdL, Oberbürgermeister von Gelsenkirchen
- 1884: Émile Bourdon, französischer Organist und Komponist
- 1886: Harold Chapin, englischer Schauspieler und Dramatiker
- 1886: Augustinus Hieber, deutscher Pfarrer (Segenspfarrer vom Allgäu)
- 1887: Sándor Reschofsky, ungarischer Pianist, Komponist und Musikpädagoge
- 1890: Semjon Bogatyrjow, ukrainisch-russischer Musikwissenschaftler und Komponist
- 1890: Klara Marie Faßbinder, deutsche Aktivistin der Frauen- und Friedensbewegung

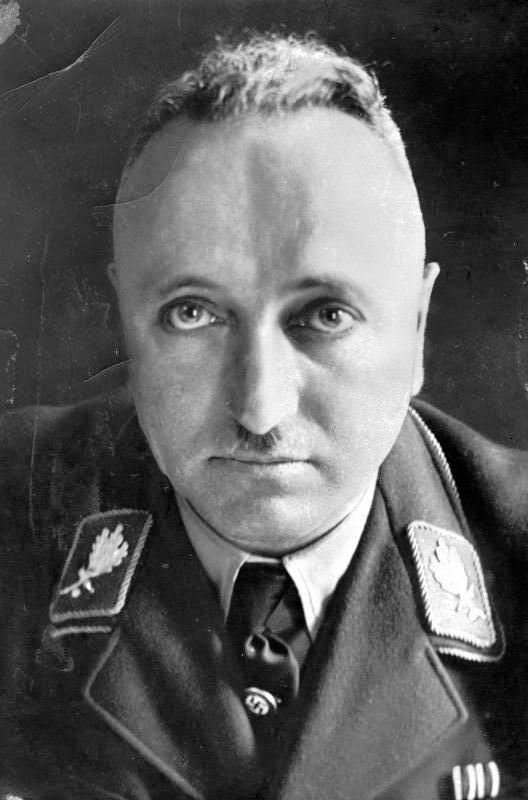
Robert Ley (* 1890)

- 1890: Robert Ley, deutscher Politiker, Gauleiter von Rheinland-Süd, MdL, Reichsleiter der NSDAP, Leiter der deutschen Arbeitsfront, Reichsminister, angeklagter Hauptkriegsverbrecher
- 1891: Dino Borgioli, italienischer Opernsänger
- 1891: Roy Rene, australischer Komiker und Schauspieler
- 1891: Josef Wintrich, deutscher Jurist, Präsident des Bundesverfassungsgerichts
- 1892: Louis Brody, deutscher Schauspieler
- 1892: James V. Forrestal, US-amerikanischer Politiker, Minister
- 1893: Georg Otto Angerer, deutscher Politiker
- 1895: Franz Wittmann, deutscher Politiker, MdB
- 1897: Roland Pièce, Schweizer Funk- und Radiopionier
- 1898: Totò, italienischer Schauspieler
- 1898: Allen Woodring, US-amerikanischer Leichtathlet, Olympiasieger
- 1899: Ernst Biberstein, deutscher Geistlicher, SA- und SS-Angehöriger, Chef des Einsatzkommandos 6, Kriegsverbrecher
- 1899: Iknadios Bedros XVI. Batanian, armenischer Geistlicher, Erzbischof von Aleppo, Patriarch von Kilikien

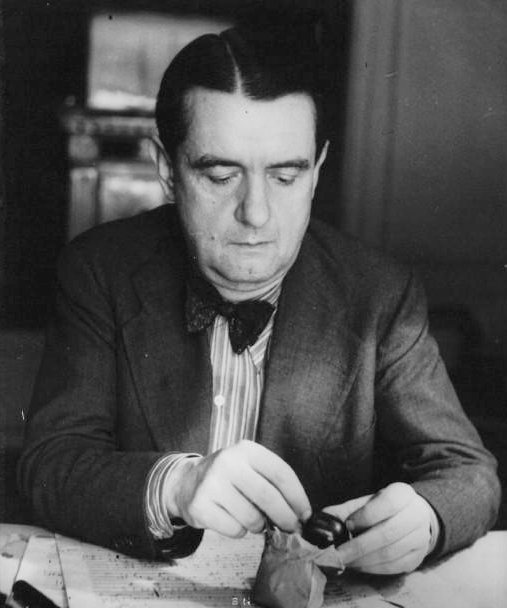
Georges Auric (* 1899)

- 1899: Georges Auric, französischer Komponist
- 1899: Grethe Jürgens, deutsche Malerin
- 1899: Willi Kobe, Schweizer evangelischer Geistlicher und Friedensaktivist
- 1900ː Erna Stahl, deutsche Pädagogin und Widerstandskämpferin gegen den Nationalsozialismus

### 20. Jahrhundert

#### 1901–1925

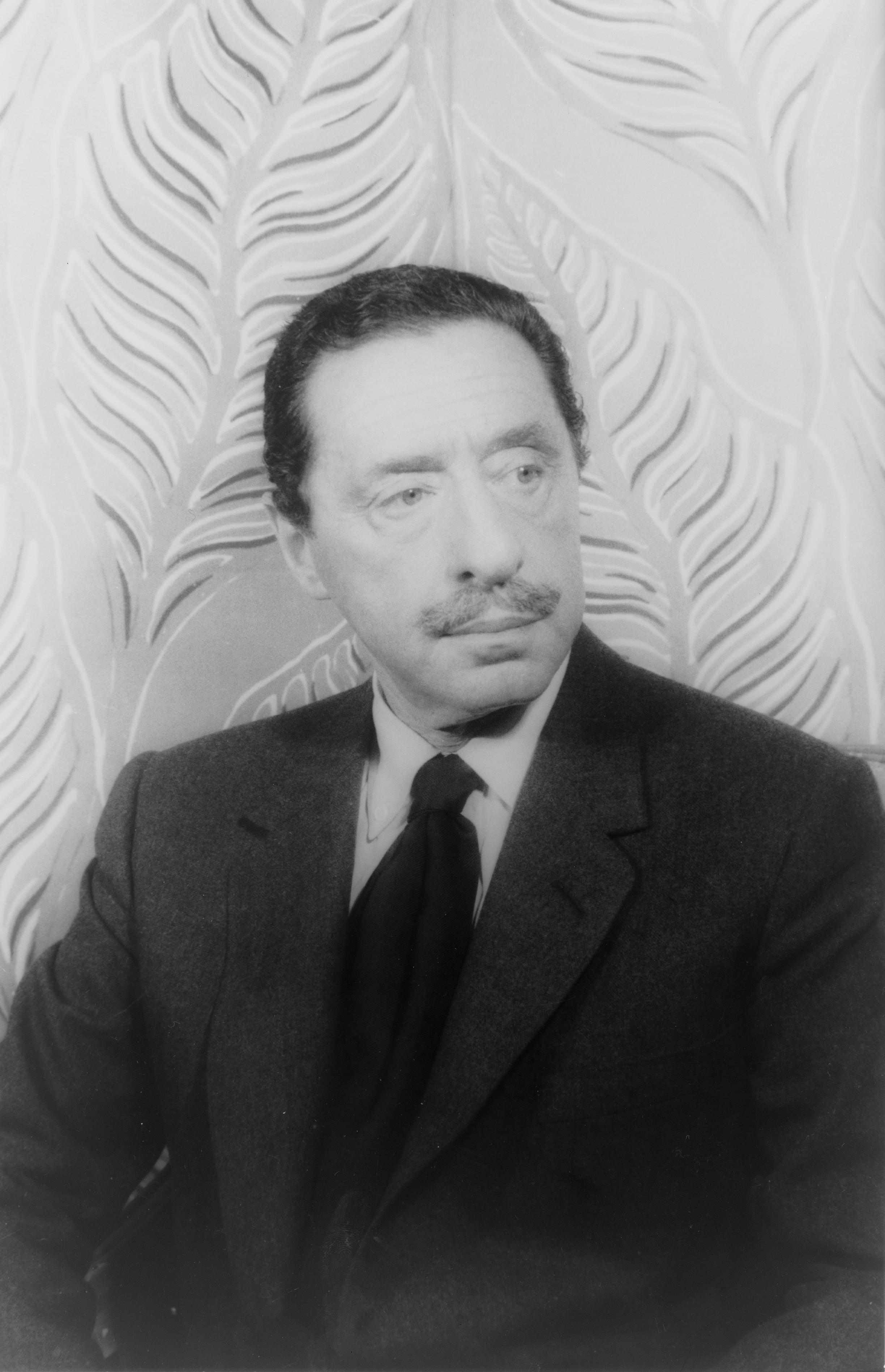
Harold Arlen (* 1905)

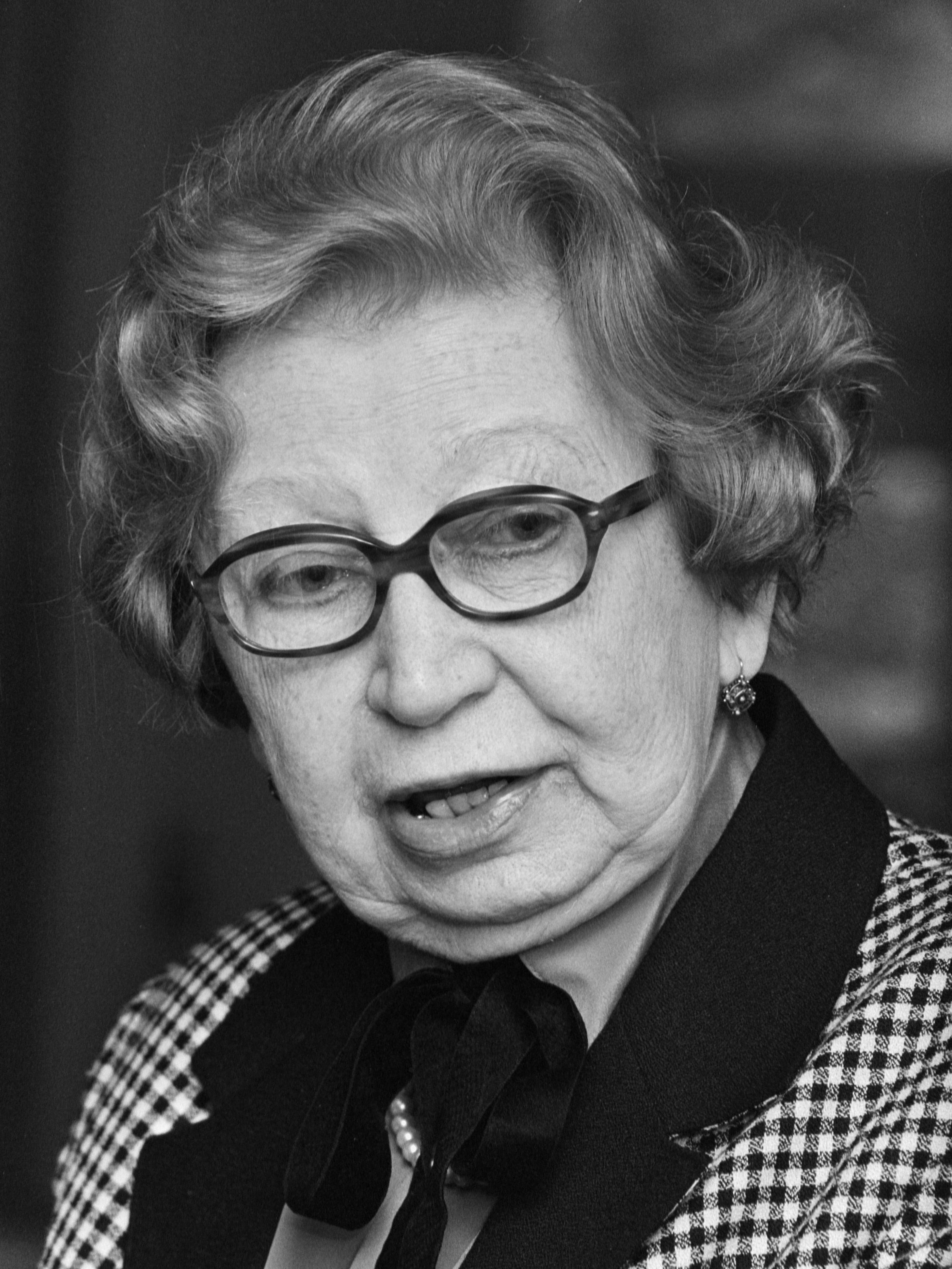
Miep Gies (* 1909)

- 1901: Kokomo Arnold, US-amerikanischer Blues-Musiker
- 1901: André Parrot, französischer Vorderasiatischer Archäologe
- 1901: Jupp Schmitz, deutscher Unterhaltungskünstler, Schlager- und Krätzchensänger
- 1903: Heinrich Drake, deutscher Bildhauer
- 1903: Franz Nause, deutscher sozialdemokratischer Widerstandskämpfer
- 1904: Antonin Magne, französischer Radrennfahrer
- 1905: Harold Arlen, US-amerikanischer Unterhaltungsmusik-Komponist, Oscarpreisträger
- 1905: François Seydoux de Clausonne, französischer Diplomat
- 1906: Reinhard Schober, deutscher Forstwissenschaftler
- 1907: Jean Langlais, französischer Komponist und Organist
- 1907: Cesar Romero, US-amerikanischer Schauspieler
- 1908: Elimar Kloos, deutscher Boxer
- 1909: Josef Frank, tschechoslowakischer Gewerkschafter
- 1909: Miep Gies, österreichisch-niederländische Autorin, Helferin von Anne Frank
- 1909: HAP Grieshaber, deutscher Maler und Grafiker (Holzschnitt)
- 1910: Jaime Figueroa, puerto-ricanischer Geiger
- 1912: Pietro Ferraris, italienischer Fußballspieler, Weltmeister
- 1912: Karl Kreutzberg, deutscher Handballspieler, Olympiasieger
- 1912ː Liselotte Spreng, Schweizer Politikerin (FDP) und Frauenrechtlerin
- 1913: Erich Eliskases,  österreichisch-argentinischer Schachspieler, Großmeister
- 1913ː Esther Philipse, niederländische Schauspielerin, Opfer des Holocaust
- 1913: William Scott, schottischer Maler
- 1913: Willy Vandersteen, belgischer Comic-Künstler
- 1914: Hale Boggs, US-amerikanischer Politiker, Mitglied der Warren-Kommission
- 1915: Abel Ferreira, brasilianischer Komponist, Klarinettist und Saxophonist
- 1917: Gösta Andersson, schwedischer Ringer, Olympiasieger
- 1918: Allan Arbus, US-amerikanischer Schauspieler und Fotograf

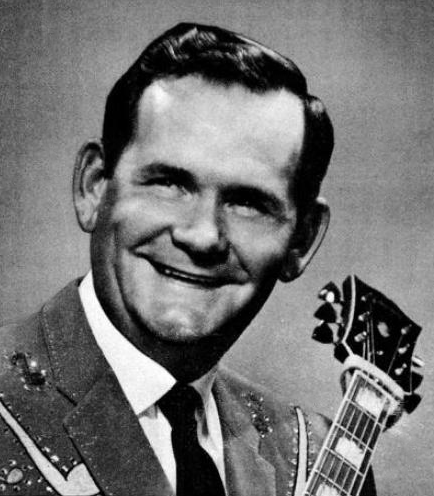
Hank Locklin (* 1918)

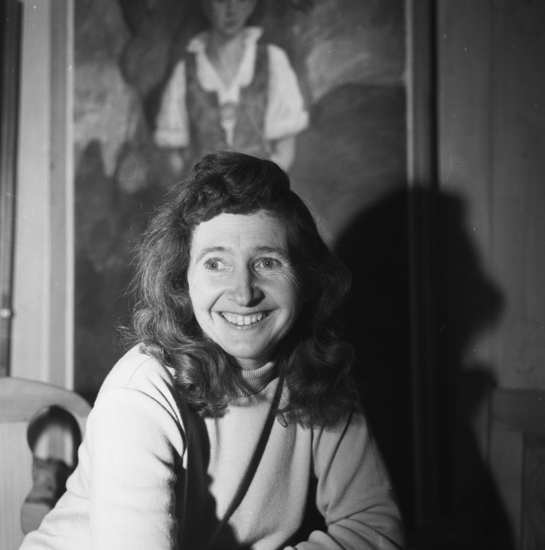
Anne-Catharina Vestly (* 1920)

- 1918: Hank Locklin, US-amerikanischer Sänger
- 1919: Stephen Kondaks, kanadischer Bratschist und Musikpädagoge
- 1920: Anne-Catharina Vestly, norwegische Schriftstellerin
- 1921: Georg Kafka, tschechoslowakischer Schriftsteller deutscher Sprache, NS-Opfer
- 1921: Frank Seno, US-amerikanischer American-Football-Spieler
- 1922: John B. Anderson, US-amerikanischer Rechtswissenschaftler und Politiker, Mitglied des Repräsentantenhauses
- 1922: Sleepy Jeffers, US-amerikanischer Country-Musiker
- 1922: Herman Kahn, US-amerikanischer Kybernetiker
- 1922: Kurt Rapf, österreichischer Komponist, Dirigent und Organist
- 1922: Poul Thomsen, dänischer Schauspieler
- 1923: Jelena Georgijewna Bonner, sowjetische bzw. russische Politikerin, Menschenrechtlerin und Dissidentin
- 1923: Arno Hamburger, erster Vorsitzender der Israelitischen Kultusgemeinde (IKG) in Nürnberg
- 1924: Jiří Šlitr, tschechischer Liedermacher, Komponist, Pianist, Sänger, Schauspieler, Zeichner und Graphiker
- 1925: Odile Caradec, französische Lyrikerin
- 1925: Kurt Jung, deutscher Politiker, MdB, MdEP
- 1925: Erik Schumann, deutscher Schauspieler und Synchronsprecher
- 1925: Willy Sommer, Schweizer Fußballspieler und -trainer
- 1925: Harald Vock, deutscher Regisseur, Drehbuchautor, Hörspielautor, Produzent und Journalist

#### 1926–1950
- 1926: Rubén Fuentes, mexikanischer klassischer Violinist und Komponist
- 1926: Dieter Lattmann, deutscher Schriftsteller und Politiker, Mitinitiator der Künstlersozialversicherung und Künstlersozialabgabe
- 1927: Carlo Maria Martini, italienischer Priester und Jesuit, Erzbischof von Mailand und Kardinal

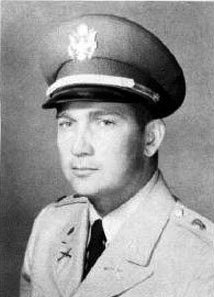
Luis Posada Carriles (* 1928)

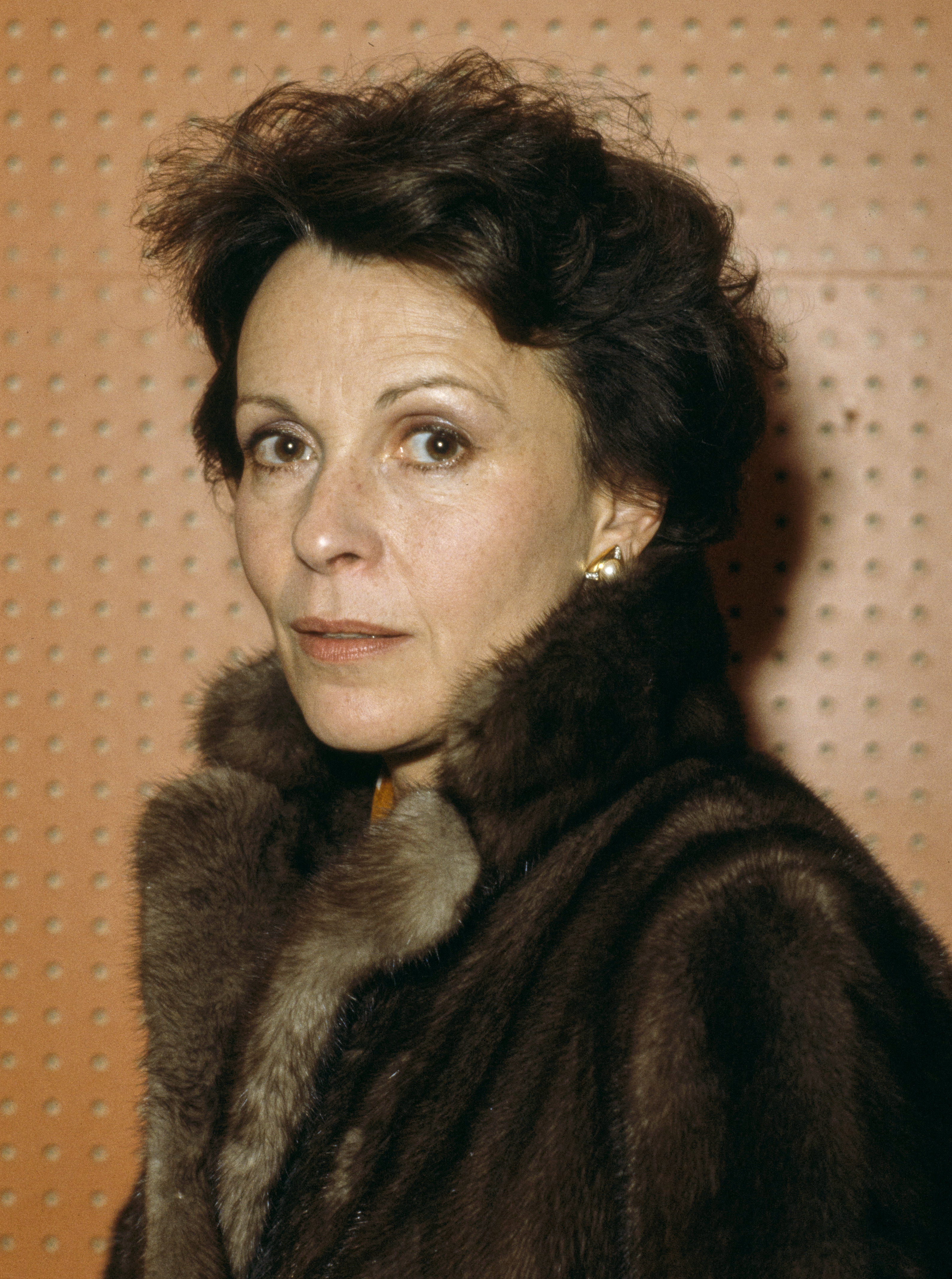
Claire Bloom (* 1931)

- 1928: Luis Posada Carriles, exilkubanischer Terrorist
- 1929: Ibrahim Abu-Lughod, palästinensisch-amerikanischer Politikwissenschaftler und Politiker
- 1929: Graham Hill, britischer Automobilrennfahrer
- 1929: James R. Schlesinger, US-amerikanischer Politiker
- 1930: Georg Zur, deutscher Priester, Bischof und Apostolischer Nuntius in Österreich
- 1931: Claire Bloom, britische Schauspielerin
- 1932: Jørgen Barth-Jørgensen, norwegischer Gewichtheber
- 1932: Josef Brukner, tschechischer Schriftsteller, Übersetzer und Filmszenarist
- 1932: Leoš Suchařípa, tschechischer Schauspieler, Übersetzer und Theatertheoretiker
- 1933: Günter Schluckebier, deutscher Politiker, Gewerkschafter, MdL, MdB
- 1934: Niklaus Wirth, Schweizer Informatiker
- 1935: George Alexander Albrecht, deutscher Dirigent und Komponist
- 1935: John Rusling Block, US-amerikanischer Politiker
- 1935: Roger B. Chaffee, US-amerikanischer Astronaut
- 1935: Wallace Sargent, US-amerikanischer Astronom
- 1936: Manfred Bopp, deutscher Fußballspieler
- 1936: Hansjürgen Verweyen, deutscher Fundamentaltheologe
- 1937: Gretel Eisch, deutsche Künstlerin
- 1937: Jean Égreteaud, französischer Autorennfahrer
- 1938: Andrés Navarro, spanischer Boxer
- 1938: Gina Romand, mexikanische Schauspielerin und Sängerin
- 1939: Isaías Duarte Cancino, kolumbianischer Priester und Erzbischof
- 1939: Ole Ellefsæter, norwegischer Skilangläufer und Leichtathlet
- 1939: William Van Horn, US-amerikanischer Zeichner (Disney-Comics)
- 1940: Ursula Krinzinger, österreichische Galeristin und Kunsthändlerin
- 1940: Francesco Valle, italienischer Boxer
- 1941: Florinda Bolkan, brasilianische Schauspielerin

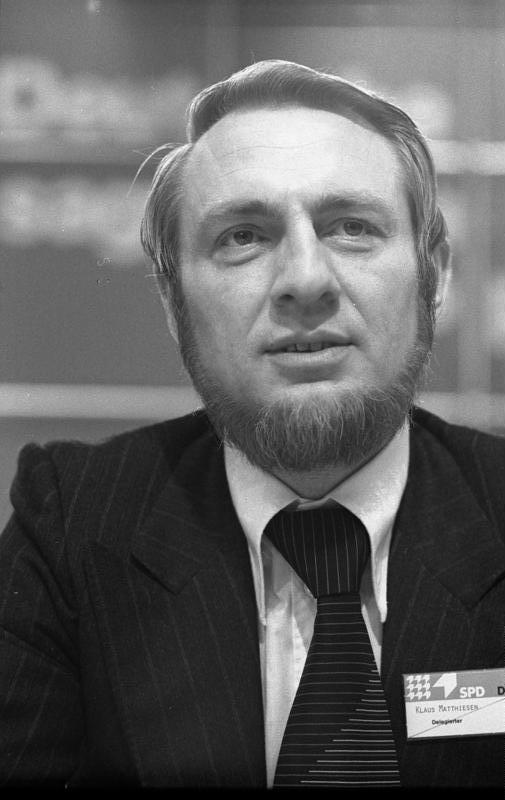
Klaus Matthiesen (* 1941)

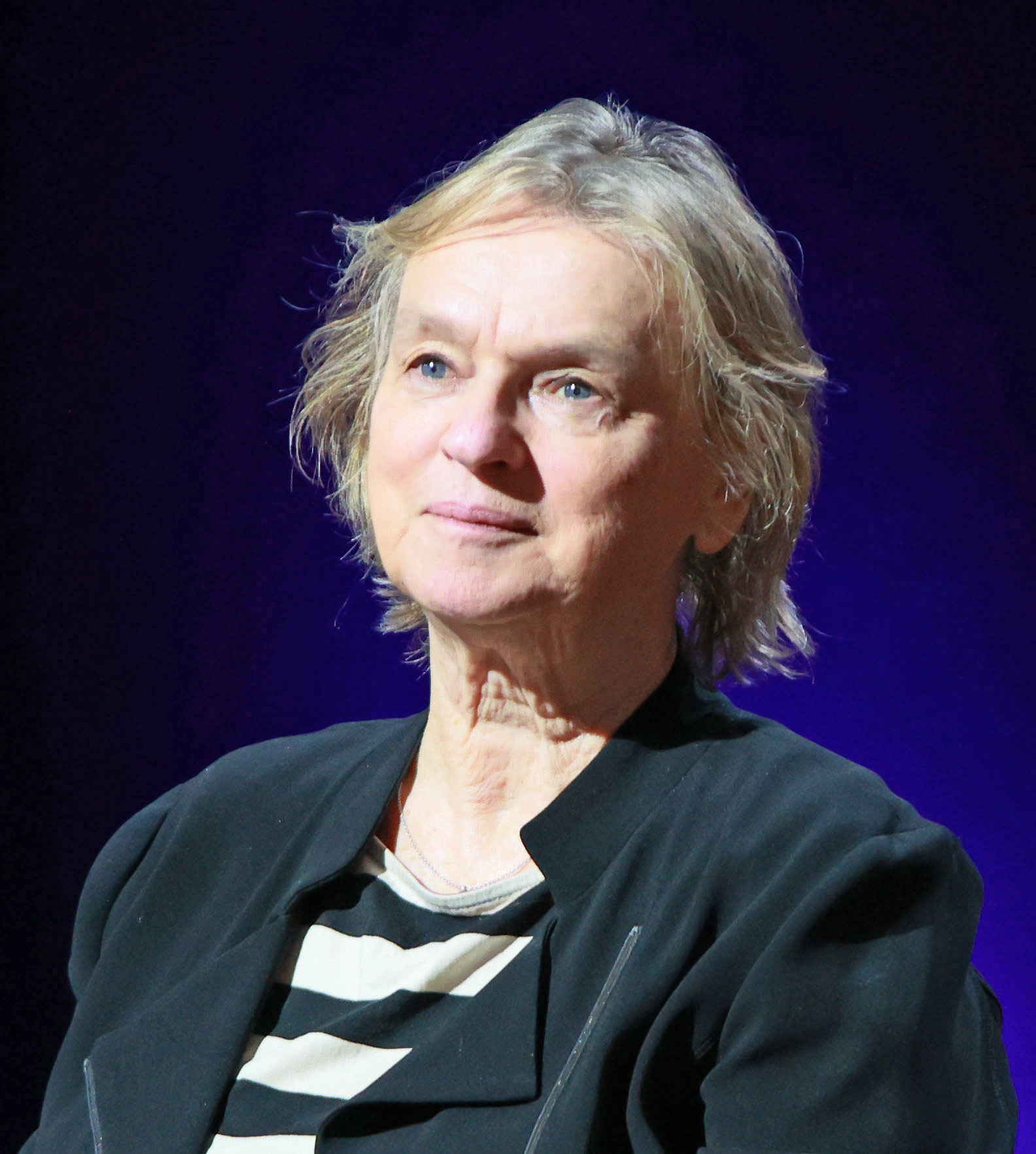
Elke Heidenreich (* 1943)

- 1941: Klaus Matthiesen, deutscher Politiker, MdL, Landesminister
- 1941: Hans Dieter Trayer, deutscher Schauspieler
- 1942: Ronald George Atkey, kanadischer Jurist, Hochschullehrer und Politiker
- 1942: Petar Fajfrić, jugoslawischer Handballspieler
- 1942: Leslie Griffiths, Baron Griffiths of Burry Port, britischer Pfarrer und Life Peer im House of Lords
- 1942: Glyn Johns, britischer Toningenieur und Musikproduzent
- 1943: Heinz Josef Algermissen, deutscher Priester, Bischof von Fulda
- 1943: Hervé Dumont, Schweizer Filmwissenschaftler
- 1943: Elke Heidenreich, deutsche Autorin, Kabarettistin, Moderatorin und Journalistin
- 1943: Ewa Michnik, polnische Dirigentin und Generalmusikdirektorin
- 1944: Paul Vestey, 3. Baronet, britischer Adeliger und Autorennfahrer
- 1945: John Helliwell, britischer Musiker (Supertramp)
- 1945: Douglas R. Hofstadter, US-amerikanischer Physiker und Philosoph
- 1945: Ricardo Ray, Pianist, Komponist und Bandleader
- 1945: Pekka Sarmanto, finnischer Jazzbassist
- 1946: Kim Ry Andersen, dänischer Politiker und Musikmanager
- 1946: Marisa Berenson, US-amerikanische Schauspielerin
- 1946: John Trudell, indianischer Freiheitskämpfer, Musiker und Schauspieler
- 1947: John Adams, US-amerikanischer Komponist
- 1947: Andrew Bagnall, neuseeländischer Autorennfahrer
- 1947: Dagmar Käsling, deutsche Leichtathletin, Olympiasiegerin
- 1947: Calixto Malcom, panamaischer Basketballspieler und Richter
- 1947: Wencke Myhre, norwegische Schlagersängerin
- 1948: Holger Ellerbrock, deutscher Politiker, MdL
- 1948: Laurenz Meyer, deutscher Politiker, MdL, MdB
- 1948: Bernd Pischetsrieder, deutscher Manager in der Automobilindustrie (BMW, VW)
- 1948: Art Spiegelman, US-amerikanischer Cartoonist, Comic-Autor und Schriftsteller
- 1948: Not Vital, schweizerisch-US-amerikanischer Künstler
- 1949: Christopher Rouse, US-amerikanischer Komponist
- 1949: Christian Rudolph, deutscher Leichtathlet
- 1950: Berthold Huber, deutscher Werkzeugmacher, Gewerkschafter, Vorsitzender der IG Metall

#### 1951–1975
- 1951: Mustafa Abu Schagur, libyscher Elektroingenieur und Politiker
- 1951: Markku Alén, finnischer Rallyefahrer
- 1951: Erich Burgener, Schweizer Fußballtorhüter
- 1951: Gerald Hüther, deutscher Neurobiologe und Hirnforscher
- 1951: Jadwiga Jankowska-Cieślak, polnische Schauspielerin
- 1951: Melissa Manchester, US-amerikanische Singer-Songwriterin

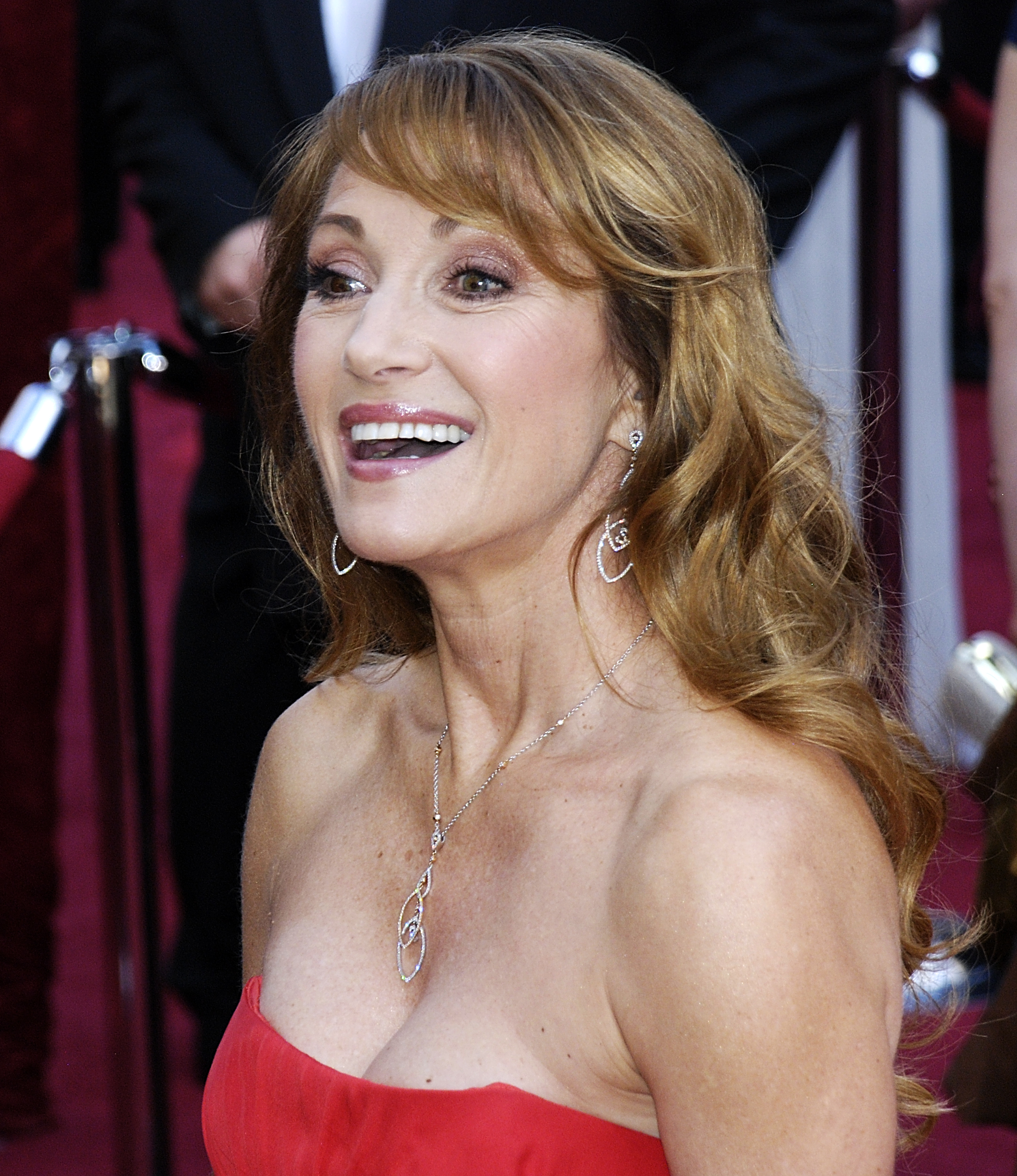
Jane Seymour (* 1951)

- 1951: Jane Seymour, britische Schauspielerin
- 1951: Walter Steiner, Schweizer Skispringer
- 1952: Thomas Åberg, schwedischer Komponist und Organist
- 1952: George Antonysamy, indischer Erzbischof
- 1952: Frances Ashcroft, britische Zoologin, Humangenetikerin und Physiologin
- 1952: Bill T. Jones, US-amerikanischer Tänzer und Choreograph
- 1952: Hans Kruppa, deutscher Schriftsteller
- 1952: Tomislav Nikolić, serbischer Politiker
- 1952: Arthur Parkin, neuseeländischer Hockeyspieler
- 1952: Nikolai Jewgenjewitsch Sorokin, sowjetisch-russischer Schauspieler, Regisseur, Politiker
- 1953: Tony Adams, US-amerikanischer Film- und Theaterproduzent
- 1953: Henry Glaß, deutscher Skispringer
- 1953: Miloslav Ransdorf, tschechischer Philosoph, MdEP
- 1953: Friedrich Sauvigny, deutscher Mathematiker
- 1954: Matt Groening, US-amerikanischer Comiczeichner
- 1954: Maurice Kamto, kamerunischer Jurist, Hochschullehrer und Politiker
- 1955: Bettina Semmer, deutsche bildende Künstlerin
- 1956: Christian Franke, deutscher Schlagersänger
- 1956: Hitoshi Ogawa, japanischer Autorennfahrer
- 1956: Nils Landgren, schwedischer Posaunist, Sänger und Jazzmusiker
- 1956: Zwetan Jontschew, bulgarischer Fußballspieler
- 1957: Heribert Klein, deutscher Journalist und Organist
- 1957: Jake E. Lee, US-amerikanischer Rockgitarrist
- 1958: Annette Kruisbrink, niederländische Gitarristin und Komponistin

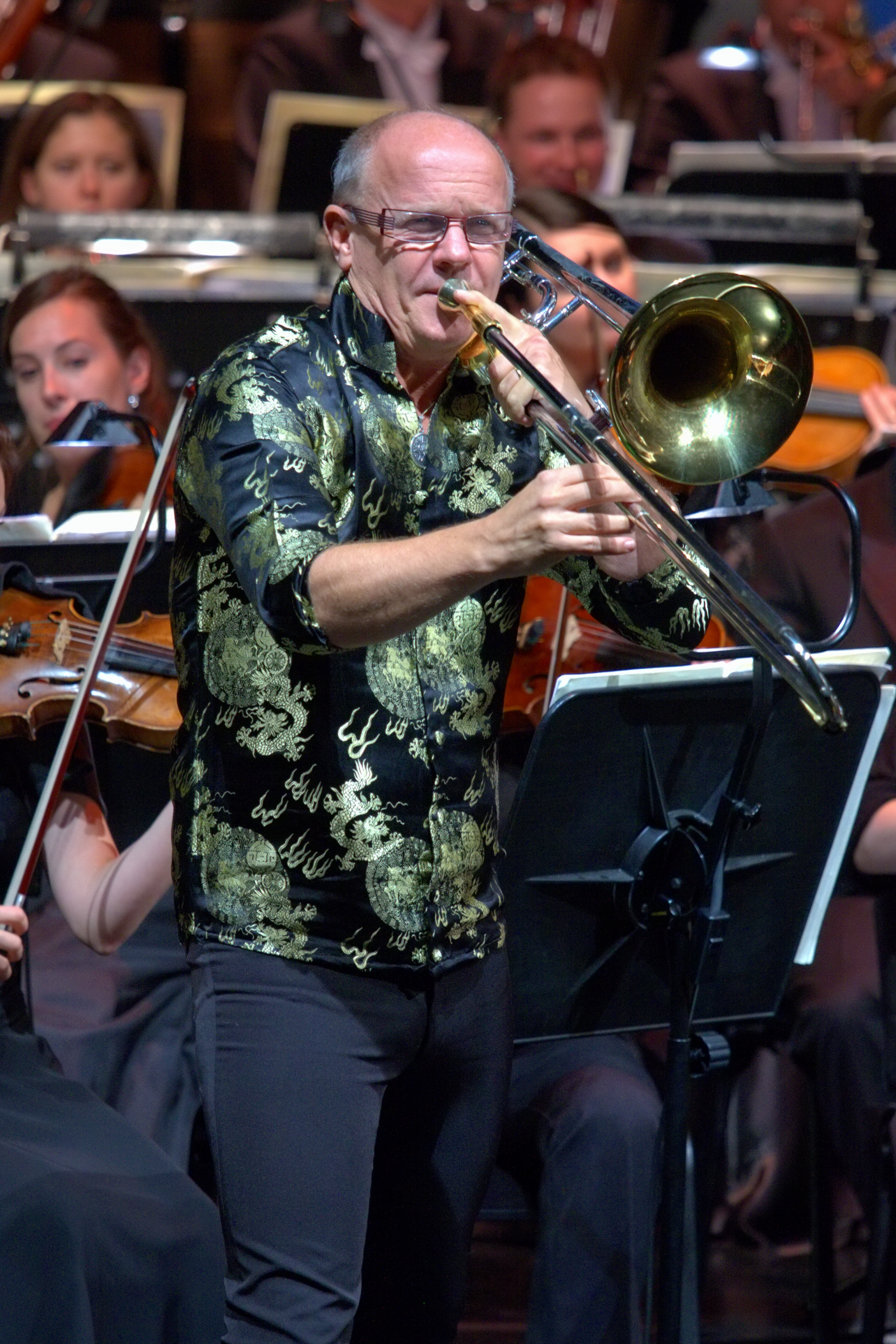
Christian Lindberg (* 1958)

- 1958: Christian Lindberg, schwedischer Komponist und Posaunist
- 1958: Rabah Madjer, algerischer Fußballspieler und -trainer
- 1959: Rafael Amador Flores, mexikanischer Fußballspieler
- 1959: Reinhard Loske, deutscher Wissenschaftler und Politiker, MdB, Senator
- 1960: Enrique Urquijo, spanischer Sänger und Komponist
- 1961: Katriina Elovirta, finnische Fußballschiedsrichterin, Fußballspielerin und Sportfunktionärin († 2018)
- 1961: Bernd Wolf, deutscher Musiker, Dirigent und Musikverleger
- 1962: Eurico Carrapatoso, portugiesischer Komponist
- 1962: Michael Roth, deutscher Handballspieler und -trainer
- 1962: Ulrich Roth, deutscher Handballspieler
- 1963: Guildo Horn, deutscher Schlagersänger
- 1963: Andreas Molino, deutscher Perkussionist
- 1964: Chris Farley, US-amerikanischer Schauspieler
- 1964: Håkan Hansson, schwedischer Freestyle-Skier
- 1964: David Kato, ugandischer Schwulenaktivist
- 1966: Andreas Platthaus, deutscher Journalist und Autor
- 1968: Daniel Anderson, deutscher Regisseur und Drehbuchautor
- 1968: Angelica Bella, ungarische Pornodarstellerin
- 1968: Kaspar Henny, US-amerikanischer Gleitschirmpilot
- 1968: Tomas Svensson, schwedischer Handballspieler

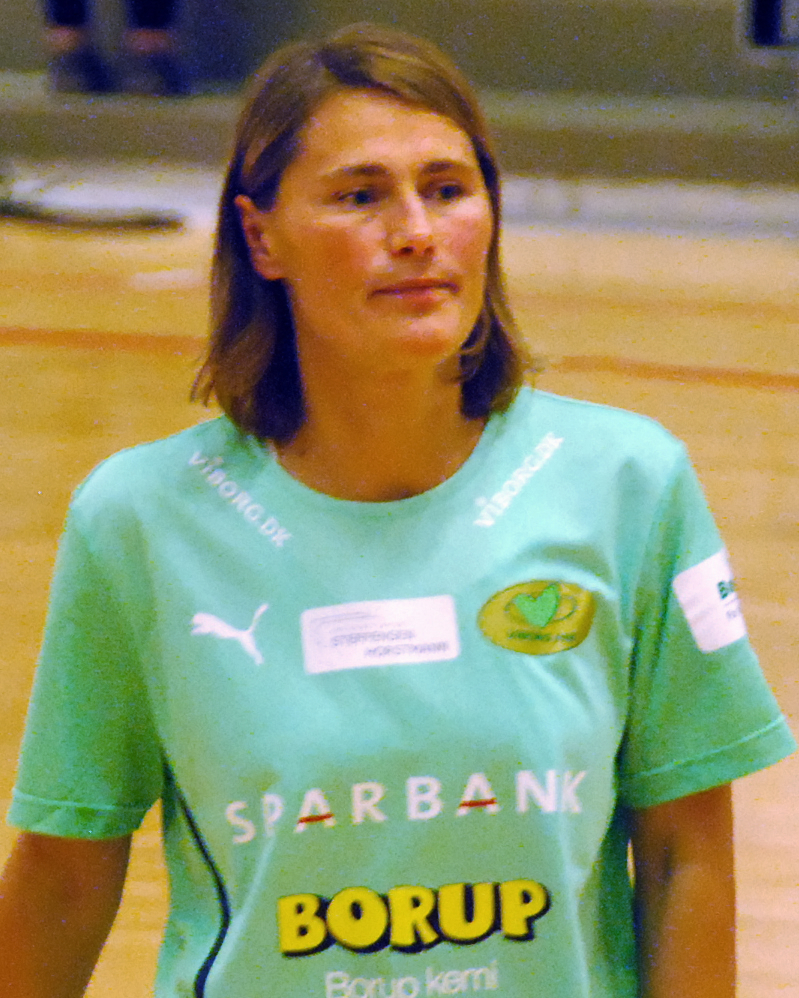
Anja Andersen (* 1969)

- 1969: Anja Andersen, dänische Handballspielerin und -trainerin
- 1969: Clemens Aufderklamm, österreichischer Drehbuchautor und Schauspieler
- 1969: Birdman, US-amerikanischer Rapper
- 1969: Katja Thimm, deutsche Journalistin
- 1969: Fulvio Valbusa, italienischer Skilangläufer
- 1970: Megan Dodds, US-amerikanische Schauspielerin und Drehbuchautorin
- 1970: Jens Fiedler, deutscher Bahnradsportler
- 1970: Mark Warnecke, deutscher Schwimmer
- 1971: Heribert Germeshausen, deutscher Intendant
- 1971: Renée O’Connor, US-amerikanische Schauspielerin
- 1972: Stephen Arigbabu, deutscher Basketballspieler
- 1972: Jaromír Jágr, tschechischer Eishockeyspieler
- 1972: Michelle, deutsche Schlagersängerin
- 1972: Clemens Schick, deutscher Schauspieler
- 1973: Mola Adebisi, deutscher Fernsehmoderator
- 1973: Anna Dogonadze, deutsche Trampolinturnerin
- 1973: Pat Mikesch, US-amerikanischer Eishockeyspieler und -trainer
- 1973: Kateřina Neumannová, tschechische Skilangläuferin
- 1974: James Anderson, englischer Badmintonspieler
- 1974: Gina Lynn, US-amerikanische Pornodarstellerin
- 1974: Tomi Petteri Putaansuu, finnischer Rocksänger (Lordi)
- 1974: Alexander Wurz, österreichischer Formel-1-Pilot und -Testfahrer
- 1975: Serge Aubin, kanadischer Eishockeyspieler und -trainer
- 1975: Thomas Bareiß, deutscher Politiker, MdB

#### 1976–2000
- 1976: Brandon Boyd, US-amerikanischer Sänger (Incubus)
- 1976: Óscar Freire, spanischer Radrennfahrer
- 1976: Francisco Neri, brasilianischer Fußballspieler
- 1977: Milenko Ačimovič, slowenischer Fußballspieler
- 1977: Margus Ader, estnischer Biathlet

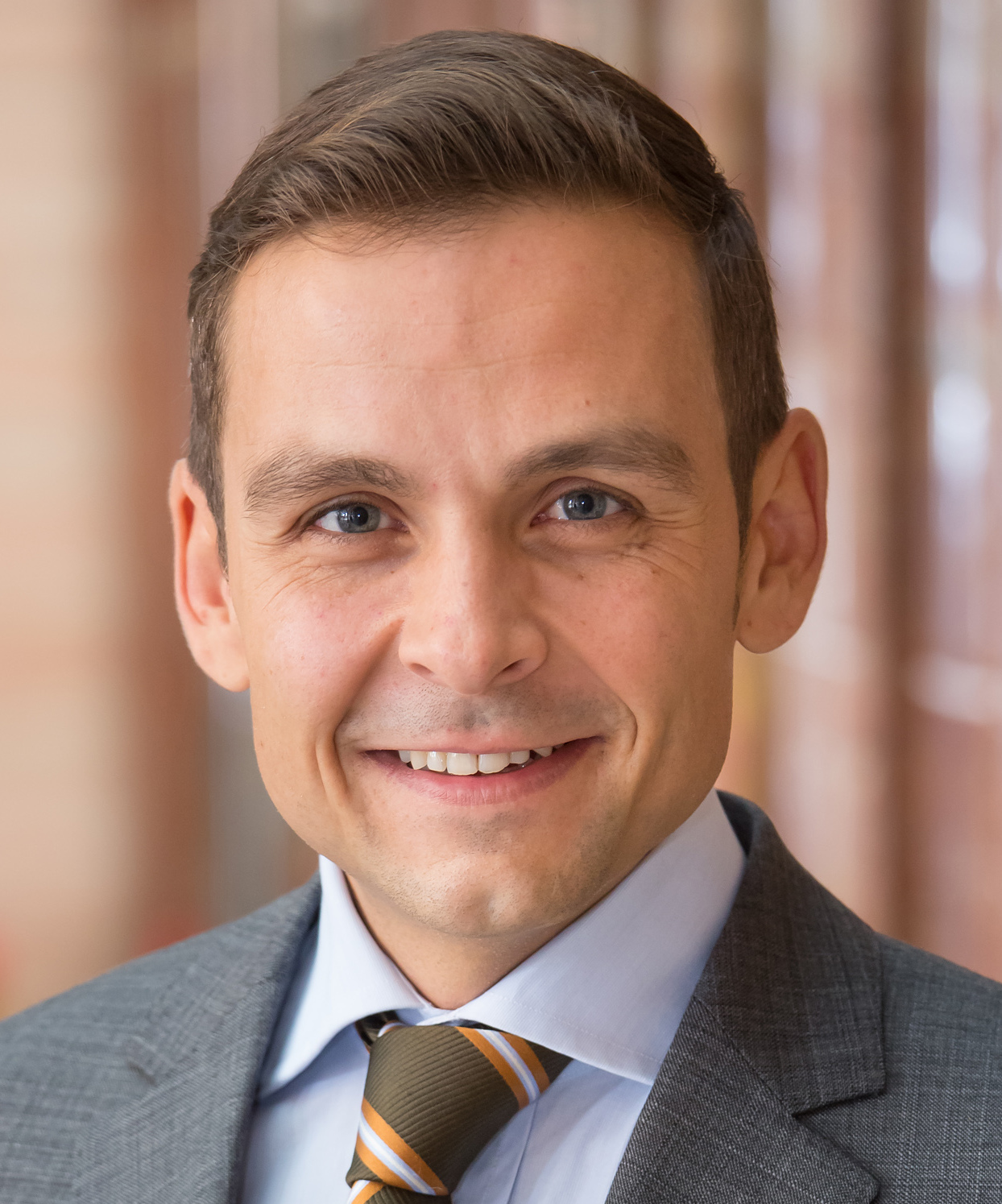
Gerald Grosz (* 1977)

- 1977: Gerald Grosz, österreichischer Politiker
- 1977: Brooks Wackerman, US-amerikanischer Punk-Schlagzeuger
- 1978: Kerstin Tzscherlich, deutsche Volleyballspielerin
- 1978: Yiruma, südkoreanischer Komponist und Pianist
- 1979: Ohenewa Akuffo, kanadische Ringerin
- 1979: Maren Kaminski, deutsche Politikerin
- 1980: Samira Makhmalbaf, iranische Filmregisseurin und Drehbuchautorin
- 1980: Conor Oberst, US-amerikanischer Independent Musiker
- 1980: André Schünke, deutscher Journalist, Nachrichtensprecher und Moderator
- 1981: Igor Sekić, kroatisch-österreichischer Fußballspieler
- 1982: Merthan Açıl, türkischer Fußballspieler
- 1983: David Andersen, norwegischer Skispringer
- 1983: Rolando Bianchi, italienischer Fußballspieler
- 1983: David Degen, Schweizer Fußballspieler
- 1983: Philipp Degen, Schweizer Fußballspieler
- 1983: Stefan Kaiser, österreichischer Skispringer
- 1984: Dorota Rabczewska, polnische Sängerin
- 1985: Gøril Snorroeggen, norwegische Handballspielerin
- 1986: Waleri Boschinow, bulgarischer Fußballspieler
- 1986: Marc Hafner, deutscher Handballspieler
- 1986: Alexandra Kubasta, deutsche Handballspielerin
- 1986: Gabriel Paletta, argentinischer Fußballspieler
- 1986: Amber Riley, US-amerikanische Schauspielerin

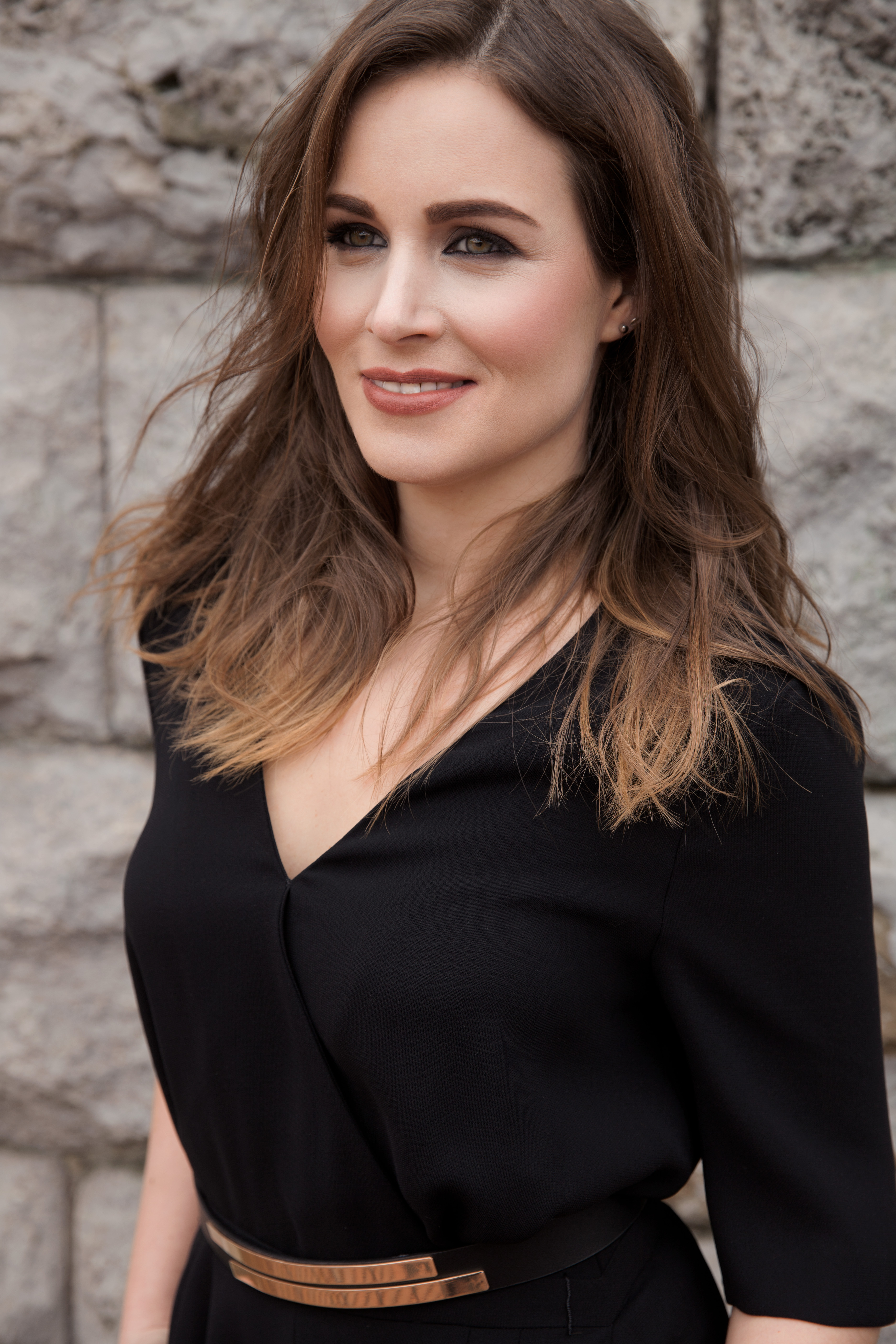
Natalie Hof Ramos (* 1986)

- 1986: Natalie Hof Ramos, deutsche Moderatorin und Pokerspielerin
- 1988: Brooke Abel, US-amerikanische Synchronschwimmerin
- 1988: Nicky Catsburg, niederländischer Autorennfahrer
- 1988: Jessica De Gouw,  australische Schauspielerin
- 1988: Stephanie Goddard, deutsche Fußballspielerin
- 1988: Idunn Hertzberg, norwegische Tennisspielerin
- 1989: Albin Tahiri, kosovarischer Skirennläufer
- 1990: Samuel Atrous, französischer Fußballtorhüter
- 1990: Anja Brandt, deutsche Volleyballspielerin
- 1990: Martin Fuger, österreichischer Handballspieler
- 1990: Draško Nenadić, serbischer Handballspieler
- 1990: Charles Pic, französischer Automobilrennfahrer
- 1991: Sebastian Hahn, deutscher Autor
- 1991: Alexander Langlitz, deutscher Fußballspieler
- 1992: Julian Autenrieth, deutscher Segler
- 1992: Dennis Mast, deutscher Fußballspieler
- 1993: Paul Ehmann, deutscher Fußballspieler
- 1995: Sara Däbritz, deutsche Fußballspielerin
- 1995: Carlotta Ferlito, italienische Kunstturnerin
- 1995: Megan Thee Stallion, US-amerikanische Rapperin
- 1996: Lukas Zumbrock, deutscher Schauspieler
- 1997: Michaela Specht, deutsche Fußballspielerin
- 1998: Luca Mozzato, italienischer Radrennfahrer
- 1998: George Russell, britischer Formel 1 Rennfahrer
- 1999: Maxwell Root, US-amerikanischer Autorennfahrer

### 21. Jahrhundert

#### 2001–2025
- 2001: Roman De Angelis, kanadischer Autorennfahrer
- 2004: Joshua Tarling, britischer Radrennfahrer

## Gestorben

### Vor dem 17. Jahrhundert
- 0310: Ōjin, 15. Kaiser von Japan
- 0595: Berach, irischer Mönch
- 0670: Oswiu, König von Northumbria
- 0706: Leontios, Kaiser von Byzanz
- 0706: Tiberios II. Apsimaros, Kaiser von Byzanz
- 1043: Gisela von Schwaben, deutsche Königin und Kaiserin
- 1046: Druthmar, Abt von Corvey
- 1145: Lucius II., Papst

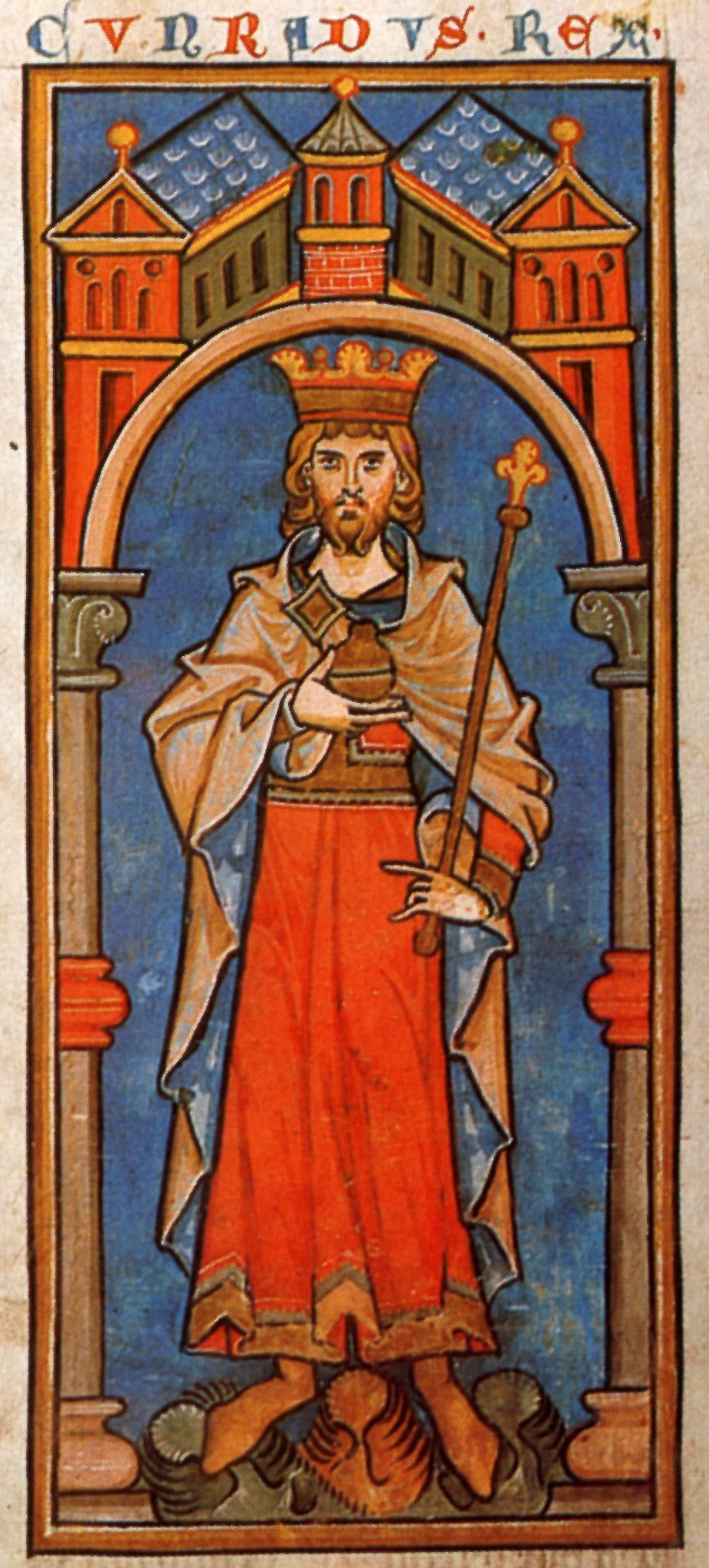
Konrad III. († 1152)

- 1152: Konrad III., römisch-deutscher König, König von Italien und König von Burgund
- 1204: Sinjong, 20. König des koreanischen Goryeo-Reiches
- 1241: Heinrich I., Graf von Ortenburg und Murach
- 1245: Baldwin de Redvers, 6. Earl of Devon, englischer Adliger und Kreuzfahrer, Lord of the Isle of Wight
- 1288: Heinrich III., Markgraf von Meißen, Markgraf der Lausitz, Landgraf von Thüringen und Pfalzgraf von Sachsen
- 1347: Thomas Bek, Bischof von Lincoln
- 1393: Elisabeth von Pommern, Kaiserin und Königin von Böhmen
- 1426: Jean de Brogny, Bischof von Genf und Viviers, Erzbischof von Arles und Kardinalbischof von Ostia
- 1441: Heinrich II. von Verden, Fürstbischof von Verden
- 1459: Stephan Bodecker, Bischof von Brandenburg
- 1484: Jean IV. de Melun, Vicomte de Melun und Burggraf von Gent
- 1503: Henry Deane, Erzbischof von Canterbury
- 1508: Giovanni II. Bentivoglio, italienischer Adeliger und Despot
- 1512: Matthias Scheit, Bischof von Seckau
- 1531: Johann II. von Trautson, österreichischer Staatsmann
- 1534: Barbara von Polen, Herzogin von Sachsen
- 1549: Sodoma, italienischer Maler
- 1557: Gregor Brück, Politiker und sächsischer Kanzler der Reformationszeit
- 1568: Heinrich von Brederode, Vorkämpfer für die Befreiung der Niederländer
- 1573: Matija Gubec, kroatischer Anführer des Bauernaufstands „Seljačka buna“
- 1573: Hans von Ponickau, sächsischer Politiker
- 1576: Francesco De Marchi, italienischer Architekt, Ingenieur, Autor und Höfling
- 1594: Francesco Capriani, italienischer Architekt und Bildhauer
- 1596: Ludwig von Berlaymont, Fürsterzbischof und Herzog von Cambrai

### 17. und 18. Jahrhundert
- 1616: George Carey, englischer Politiker, Lord Deputy of Ireland
- 1621: Michael Praetorius, deutscher Komponist und Musikschriftsteller
- 1628: Johannes Zölner, deutscher Rhetoriker
- 1634: Anna Maria von Ostfriesland, Herzogin zu Mecklenburg-Schwerin
- 1637: Stefano Bernardi, italienischer Komponist und Musiktheoretiker
- 1637: Ferdinand II., Kaiser des Heiligen Römischen Reiches
- 1643: Juliane von Nassau-Dillenburg, Landgräfin von Hessen-Kassel
- 1661: Sebastian Peregrin Zwyer, Schweizer Militär, Diplomat und Politiker
- 1676: Georg Cramer, deutscher Pädagoge und Rektor der Thomasschule zu Leipzig
- 1682: Claude de la Colombière, französischer katholischer Geistlicher
- 1682: Gu Yanwu, chinesischer Universalgelehrter
- 1685: Johann Wachmann der Jüngere, Bremer Rechtsgelehrter, Diplomat und Gesandter
- 1686: Johann Bacmeister der Jüngere, deutscher Mediziner und Mathematiker
- 1686: Johann Mathias Rauchmiller, deutscher Bildhauer, Elfenbeinschnitzer, Maler und Architekt
- 1687: Matthäus Merian der Jüngere, deutscher Maler, Kupferstecher und Verleger
- 1693: Emilie von Hessen-Kassel, Fürstin von Tarent und Talmont
- 1693: Christian von Klengel, deutscher Hochschullehrer und Jurist
- 1701: Urbain Chevreau, französischer Schriftsteller, Historiker, Romanist und Grammatiker
- 1701: François de Clermont-Tonnerre, Bischof und Graf von Noyon
- 1701: Adam Drese, deutscher Kapellmeister und Komponist
- 1707: Anton Winckler, Lübecker Bürgermeister
- 1711: Marco Antonio Canevalle, italienischer Architekt und Baumeister
- 1713: Anthony Ashley-Cooper, 3. Earl of Shaftesbury, englischer Politiker, Philosoph und Schriftsteller
- 1714: Hans Wachtmeister zu Johannishus, schwedischer Admiral, Feldherr und Politiker
- 1730: Anne-Madeleine Rémusat, französische Mystikerin und Gründerin der Association de l'Adoration perpétuelle du Sacré Cœur de Notre-Seigneur Jésus-Christ
- 1731: María de León Bello y Delgado, spanische Dominikanerin und Mystikerin auf Teneriffa
- 1734: Franz Jänggl, österreichischer Baumeister
- 1736: Stephen Gray, britischer Naturwissenschaftler
- 1739: Eustachio Manfredi, italienischer Astronom, Mathematiker und Dichter
- 1741: Georg Raphael Donner, österreichischer Bildhauer und Medailleur
- 1744: František Antonín Míča, tschechischer Komponist
- 1755: Eleonore von Schlieben, Ehrendame der preußischen Königin Elisabeth Christine
- 1756: Asmus Ehrenreich von Bredow, preußischer Generalleutnant und Gouverneur von Kolberg
- 1766: Jean Hellot, französischer Chemiker
- 1767: Johann Christian Edelmann, deutscher Pietist, Frühaufklärer und Schriftsteller
- 1767: Michael Larionowitsch Woronzow, russischer Adeliger und Politiker
- 1769: Johann Balthasar Bernhold, deutscher evangelischer Geistlicher und Hochschullehrer
- 1781: Casimir Friedrich Boos von Waldeck und Montfort, Landkomtur und Rektor der Universität Trier
- 1781: Gotthold Ephraim Lessing, deutscher Dichter der Aufklärung
- 1798: Johann Baptist Enderle, deutscher Maler

### 19. Jahrhundert
- 1802: Carl Henrich Dreyer, deutscher Rechtswissenschaftler und Politiker
- 1818: Friedrich Ludwig Fürst zu Hohenlohe-Ingelfingen, preußischer General
- 1819: Jacob Axelsson Lindblom, schwedischer Philologe und Erzbischof von Uppsala
- 1822: Pierce Butler, US-amerikanischer Politiker
- 1825: Rutger Jan Schimmelpenninck, niederländischer Diplomat und Staatsmann
- 1826: Joseph Wanton Morrison, britischer General
- 1826: Scipione Breislak, italienischer Geologe
- 1826: Johann Gottlob Friedrich Zenker, preußischer Beamter
- 1829: Johann August von Veltheim, deutscher Offizier in britischen Diensten
- 1832: Asa Adgate, US-amerikanischer Jurist und Politiker
- 1835: Manuel de Arzú y Delgado de Nájera, nicaraguanischer Politiker
- 1837: August Wilhelm Grüneberg, deutscher Orgelbauer
- 1839: Thomas Dolliner, österreichischer Jurist und Hochschullehrer
- 1844: Henry Addington, britischer Politiker und Premierminister

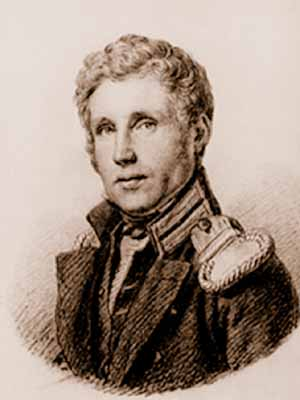
Otto von Kotzebue († 1846)

- 1846: Otto von Kotzebue, russischer Marineoffizier und Entdecker
- 1847: Germinal Pierre Dandelin, belgischer Mathematiker
- 1847: José de Palafox y Melci, spanischer Adliger und General
- 1848: Hermann von Boyen, preußischer General
- 1848: Kaspar Leonz Bruggisser, Schweizer Jurist und Politiker
- 1849: Pierre-François Verhulst, belgischer Mathematiker
- 1851: Michel Théodore Leclercq, französischer Schriftsteller
- 1857: Michail Iwanowitsch Glinka, russischer Komponist
- 1857: Victoire de Donnissan de La Rochejaquelein, französische Adlige und Chronistin
- 1862: Heinrich Adam, deutscher Radierer und Landschaftsmaler
- 1862: William Appleton, US-amerikanischer Politiker
- 1863: Daniel Fenner von Fenneberg, österreichischer Anführer des Aufstands in der Pfalz 1849
- 1864: Adam Wilhelm Moltke, dänischer Politiker und Konzeilspräsident (Ministerpräsident) von Dänemark
- 1870: Johann Philipp Holzmann, deutscher Bauunternehmer
- 1874: Franz Karl Lott, österreichischer Philosoph und Hochschullehrer
- 1874: Sophie Petersen, dänische Frauenrechtlerin
- 1875: Karoline Albrecht, deutsche Theaterschauspielerin und Sängerin
- 1875: Friedrich von Uechtritz, deutscher Dichter, Historiker und Genealoge
- 1883: Heinrich Friedrich von Itzenplitz, preußischer Staatsmann, Naturwissenschaftler und Jurist
- 1885: Eduard Schulze, deutscher Offizier und Reisender

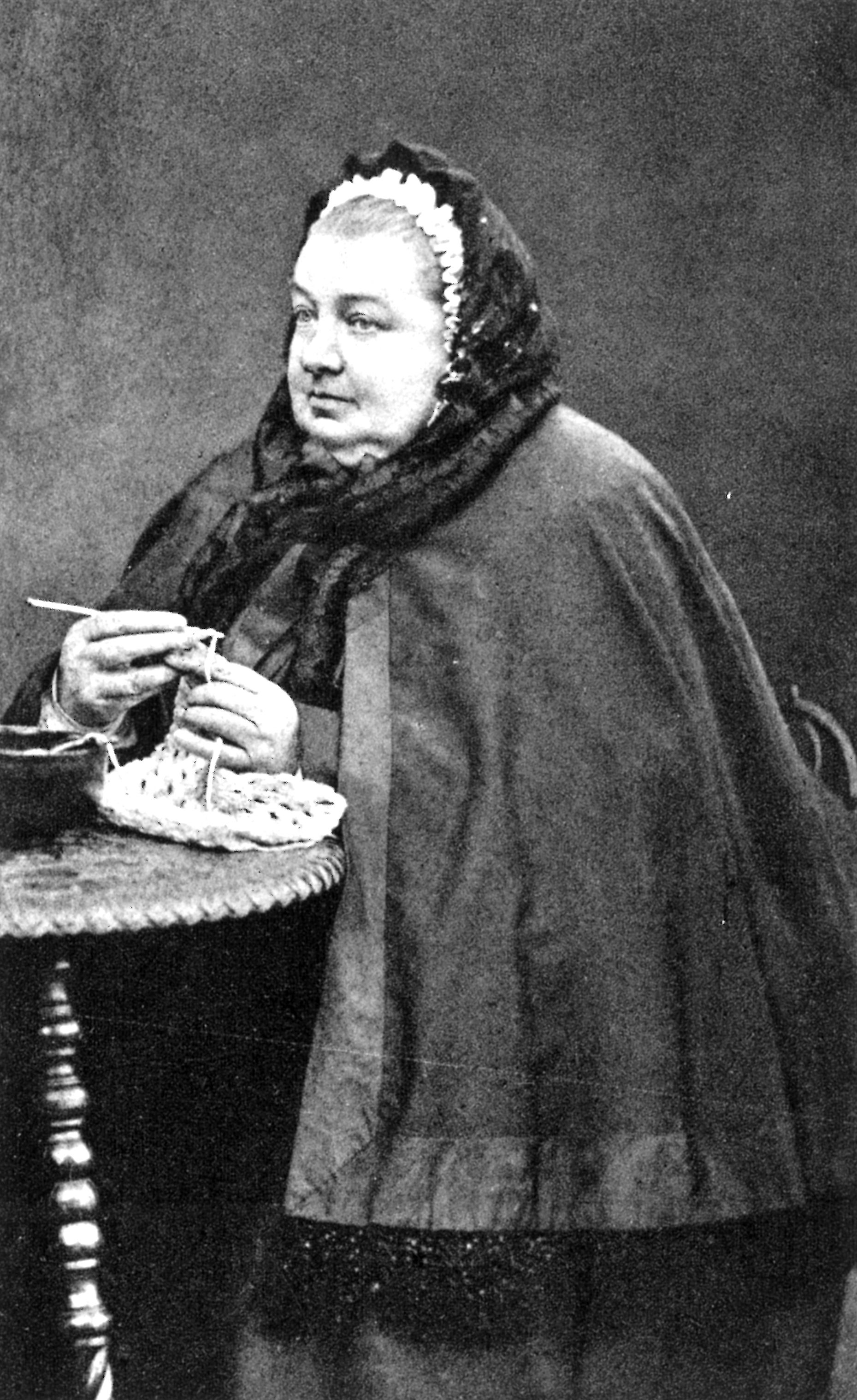
Katharina von Hohenzollern-Sigmaringen († 1893)

- 1893: Katharina von Hohenzollern-Sigmaringen, deutsche Adlige, Stifterin von Kloster Beuron
- 1894: Jules Viette, französischer Politiker
- 1896: Jules Vuy, Schweizer Jurist, Schriftsteller, Historiker und Politiker
- 1900: Karl Theodor Robert Luther, deutscher Astronom

### 20. Jahrhundert

#### 1901–1950
- 1901: Karl Gottfried Mäser, deutscher Theologe und Pädagoge
- 1904: Mark Hanna, US-amerikanischer Industrieller und Politiker, Senator für Ohio
- 1905: Lew Wallace, US-amerikanischer General, Politiker und Schriftsteller
- 1911: Theodor Escherich, deutscher Kinderarzt und Bakteriologe
- 1916: William Turner, britischer Anatom
- 1917: Oswald Berkhan, deutscher Mediziner
- 1922: Jekaterina Michailowna Dolgorukowa, zweite Ehefrau des Zaren Alexander II.

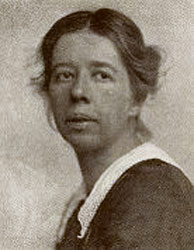
Clara Wichmann († 1922)

- 1922: Clara Gertrud Wichmann, deutsche Juristin und Publizistin
- 1925: Kinoshita Rigen, japanischer Lyriker
- 1926: Giuseppe Allamano, italienischer Priester und Ordensgründer
- 1926: Piero Gobetti, italienischer Publizist und Politiker
- 1927: Jakob Heilmann, deutscher Bauunternehmer
- 1928: H. H. Asquith, britischer Premierminister
- 1928: Curt von Morgen, deutscher Offizier und Forschungsreisender
- 1932: Heinrich Seeling, deutscher Architekt
- 1933: José Dolores Alfonseca, dominikanischer Politiker
- 1934: Ai Xia, chinesische Schauspielerin
- 1934: Abraham Hammerschmidt, deutscher Rechtsanwalt, Notar und Politiker
- 1934: Ignaz Petschek, böhmischer Bankier, Großkohlenhändler und Großindustrieller
- 1934: Emil Swoboda, österreichischer Widerstandskämpfer und Mitglied des Republikanischen Schutzbundes
- 1934: Georg Weissel, österreichischer Widerstandskämpfer
- 1934: Richard Zoozmann, deutscher Autor und Redakteur
- 1935: Pierre-Paulin Andrieu, französischer Geistlicher, Erzbischof von Bordeaux, Kardinal
- 1937: Vincenzo Lancia, italienischer Automobilkonstrukteur
- 1940: Onofre Jarpa Labra, chilenischer Maler

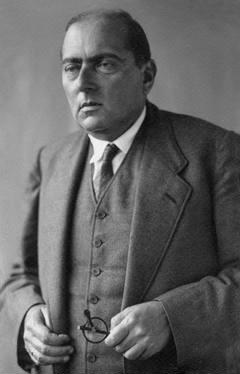
Otto Toeplitz († 1940)

- 1940: Otto Toeplitz, deutscher Mathematik-Professor
- 1941: Guido Adler, österreichischer Musikwissenschaftler
- 1942: Stanislav Binički, serbischer Komponist, Dirigent und Operndirektor
- 1943: Georg Popp, deutscher Chemiker, Hochschullehrer und Kriminalist
- 1944: Arthur Wehnelt, deutscher Physiker
- 1945: Lorenz Breunig, deutscher Politiker, MdR, Widerstandskämpfer gegen den Nationalsozialismus
- 1945: Otto Tetens, deutscher Naturwissenschaftler
- 1946: Paul Fleurot, französischer Politiker
- 1946: Hans Woldemar Schack, deutscher Botaniker
- 1950: Erich Nehlhans, deutscher Vorsitzender der Jüdischen Gemeinde zu Berlin

#### 1951–2000
- 1952: Gustaf Nagel, deutscher Wanderprediger
- 1955: Josef Loos, tschechoslowakischer Eishockeyspieler
- 1956: Arnošt Bart-Brězynčanski, sorbischer Politiker, erster Domowina-Vorsitzender
- 1958: William Berke, US-amerikanischer Regisseur, Drehbuchautor und Produzent
- 1959: Owen Willans Richardson, britischer Physiker, Nobelpreisträger
- 1960: Tonny Kessler, niederländischer Fußballspieler
- 1962: Menen Asfaw, Kaiserin von Äthiopien
- 1962: Aloysius Muench, US-amerikanischer Kurienkardinal, erster Nuntius in der Bundesrepublik Deutschland
- 1962: Wladimir Sokoloff, russischer Filmschauspieler
- 1963: Edgardo Donato, argentinischer Tangomusiker
- 1965: Selmar Aschheim, deutscher Gynäkologe

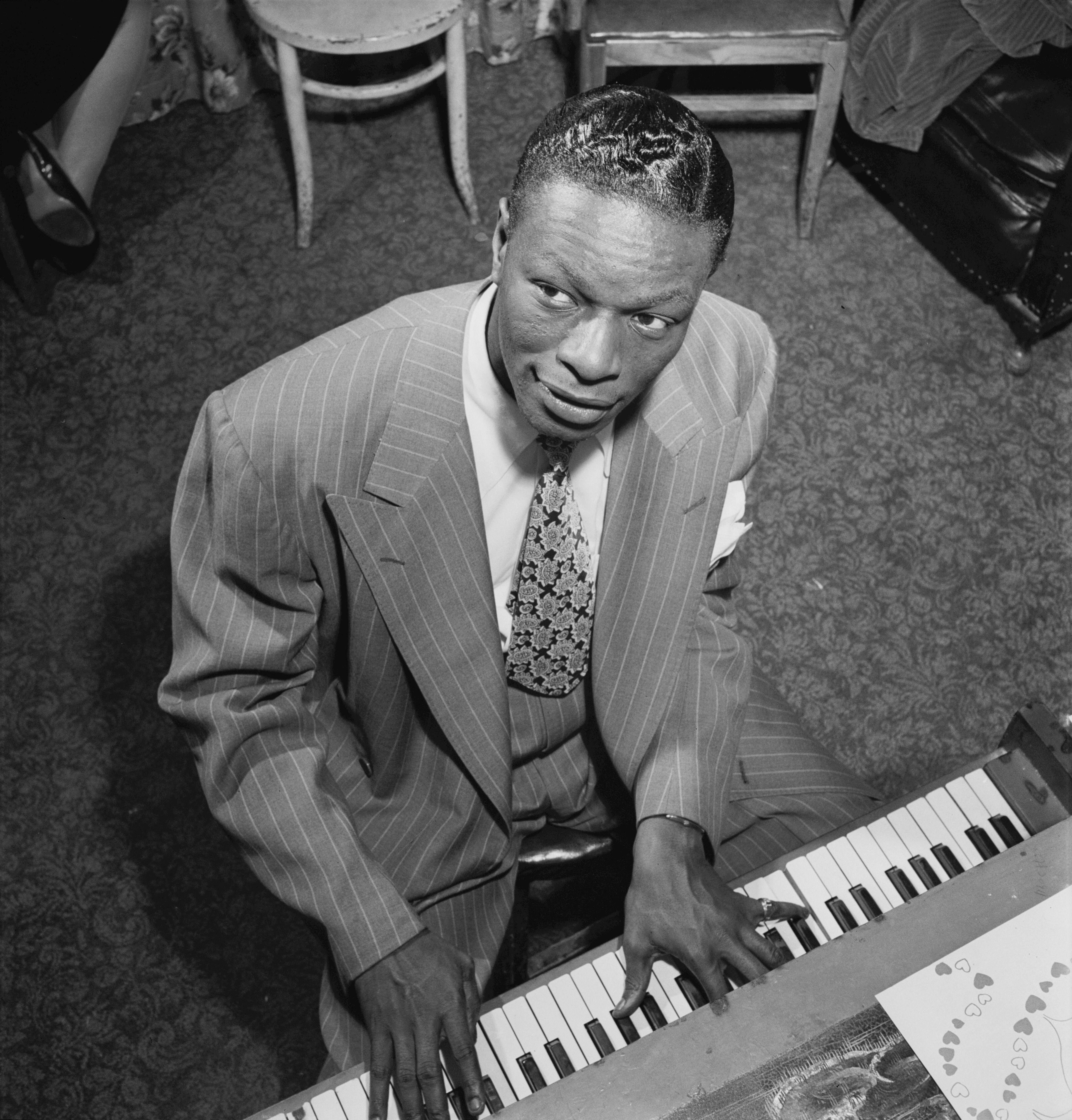
Nat King Cole († 1965)

- 1965: Nat King Cole, US-amerikanischer Sänger und Jazz-Musiker
- 1966: Hedwig Conrad-Martius, deutsche Philosophin
- 1966: Michael Eisemann, ungarischer Komponist von Operetten- und Filmmusik
- 1966: Camilo Torres, kolumbianischer Priester und Befreiungs-Theologe
- 1967: Wilhelm Bette, deutscher Politiker, MdL
- 1967: William C. Bullitt, US-amerikanischer Diplomat
- 1967: Antonio Moreno, spanisch-amerikanischer Schauspieler und Regisseur
- 1967: Simeon Radew, bulgarischer Journalist, Autor und Diplomat
- 1968: Little Walter, US-amerikanischer Bluesmusiker
- 1969: Hans Vollmer, deutscher Kunsthistoriker
- 1970: Frank Clement, britischer Autorennfahrer
- 1970: Hugh Dowding, britischer Luftwaffenoffizier, Kommandant des RAF Fighter Command während der Luftschlacht über England
- 1970: Hans Gollnick, deutscher General
- 1970: Margaret Miller Brown, kanadische Pianistin und Musikpädagogin
- 1971: Theodor Teriete, deutscher Gewerkschafter, Politiker, MdB
- 1971: Gösta Törner, schwedischer Turner
- 1972: Edgar Snow, US-amerikanischer Journalist und Chinakenner

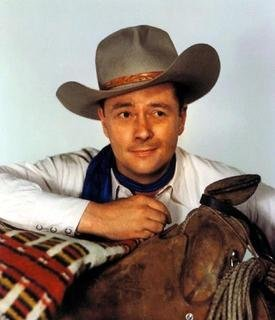
Tim Holt († 1973)

- 1973: Tim Holt, US-amerikanischer Filmschauspieler
- 1973: Achille Liénart, französischer Kardinal, Bischof von Lille
- 1973: Otto Zimmermann, deutscher Politiker
- 1974: Conel Hugh O’Donel Alexander, irischer Schachmeister
- 1974: Kurt Atterberg, schwedischer Komponist, Dirigent und Musikkritiker
- 1975: Hans Kienle, deutscher Astronom und Astrophysiker
- 1975: Eck Robertson, US-amerikanischer Country-Musiker
- 1976: Přemysl Pitter, tschechischer Pädagoge und Humanist
- 1977: Isaak Efremowitsch Boleslawski, sowjetischer Schachgroßmeister
- 1977: Lūcija Garūta, lettische Komponistin, Pianistin und Dichterin
- 1977: Herman Johannes Lam, niederländischer Botaniker
- 1978: Josef Pelz von Felinau, österreichischer Schriftsteller und Schauspieler
- 1980: Robert Müller-Wirth, deutscher Jurist und Verleger
- 1981: Michael Bloomfield, US-amerikanischer Blues-Gitarrist
- 1981: Esteban Canal, peruanischer Schachspieler, Großmeister
- 1981: Karl Richter, deutscher Chorleiter und Dirigent, Organist und Cembalist
- 1984: Ethel Merman, US-amerikanische Schauspielerin und Sängerin
- 1986: Erik Olson, schwedischer Maler
- 1988: Al Cohn, US-amerikanischer Jazz-Saxophonist

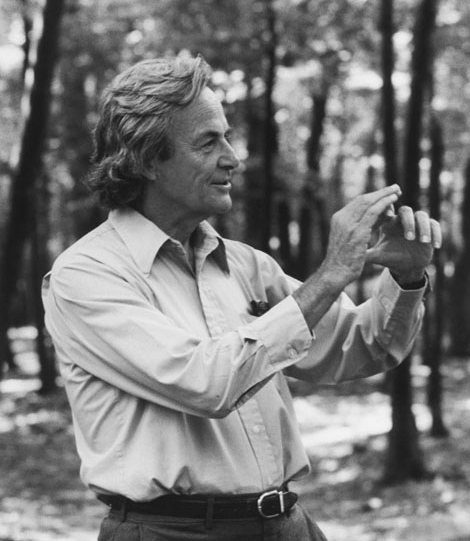
Richard Feynman († 1988)

- 1988: Richard Feynman, US-amerikanischer Physiker, Nobelpreisträger
- 1988: Neil R. Jones, US-amerikanischer Science-Fiction-Autor
- 1989: Hüseyin Akbaş, türkischer Ringer
- 1990: Henry Brandon, US-amerikanischer Schauspieler
- 1990: Rudolf Schaad, deutscher Filmeditor und -regisseur
- 1991: Alfred Gleisner, deutscher Politiker, MdL, MdB
- 1991: Alfred F. Havighurst, US-amerikanischer Historiker
- 1992: Hermann Axen, deutscher Politiker und Parteifunktionär, Mitglied des Politbüros des ZK der SED
- 1992: Adolf Brunner, Schweizer Komponist, Philosoph und Humanist
- 1992: William Schuman, US-amerikanischer Komponist
- 1993: Louis Häfliger, Schweizer Bankangestellter, Delegierter des Internationalen Komitees vom Roten Kreuz (Retter von Mauthausen)
- 1994: Pinuccio Ardia, italienischer Schauspieler
- 1994: Horst Meier, deutscher Feuerwehrmann
- 1995: Lucio Agostini, kanadischer Komponist, Arrangeur und Dirigent
- 1995: Rachid Baba Ali Ahmed, algerischer Musiker und Musikproduzent
- 1995: Sergio Bertoni, italienischer Fußballspieler und -trainer
- 1995: Arna Mer-Chamis, israelische Menschenrechtsaktivistin
- 1996: McLean Stevenson, US-amerikanischer Schauspieler
- 1998: Martha Gellhorn, US-amerikanische Schriftstellerin und Journalistin
- 1999: Big L, US-amerikanischer Rapper
- 1999: William Garrett, US-amerikanischer Autorennfahrer
- 1999: Henry Way Kendall, US-amerikanischer Physiker, Nobelpreisträger
- 1999: Hugo Lepnurm, estnischer Komponist und Organist
- 1999: Irene Britton Smith, US-amerikanische Komponistin
- 1999: Ferenc Vozar, deutscher Eishockeyspieler

### 21. Jahrhundert
- 2002: Werner Dittmann, deutscher Sonderpädagoge, Psychologe und Hochschullehrer
- 2004: Abbie Neal, US-amerikanische Country-Musikerin
- 2005: Emmanuela Aichinger, deutsche Äbtissin des Klosters Tettenweis
- 2005: Edgar Jarratt Applewhite, US-amerikanischer Schriftsteller
- 2006: Andrei Pawlowitsch Petrow, russischer Komponist
- 2006: Sun Yun-suan, taiwanischer Politiker, Minister, Premierminister
- 2007: Robert Adler, US-amerikanischer Physiker, Elektroniktechniker und Erfinder
- 2009: Dirk Dautzenberg, deutscher Schauspieler
- 2010: Ian Gray, australischer Fußballspieler
- 2011: Herbert Ammer, deutscher Fußballspieler
- 2012: Werner Andres, deutscher Maschinenbauingenieur und Hochschullehrer
- 2012: Charles Anthony, US-amerikanischer Opernsänger (Tenor)
- 2012: Joki Freund, deutscher Jazzmusiker
- 2012: Eberhard Horst, deutscher Schriftsteller

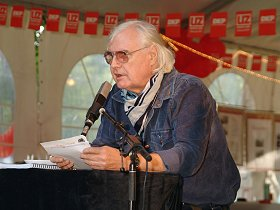
Dietrich Kittner († 2013)

- 2013: Dietrich Kittner, deutscher Kabarettist
- 2013: Hans Georg Emde, deutscher Politiker, MdB
- 2014: Pete Wyoming Bender, US-amerikanischer Sänger und Komponist
- 2015: Barbara Darling, australische Theologin der Anglikanischen Kirche
- 2015: Omar Abdel Hamid El-Hussein, dänischer Terrorist
- 2016: George Gaynes, US-amerikanischer Schauspieler
- 2016: Vanity, kanadische Sängerin
- 2017: Sayyd Abdul Al-Khabyyr, kanadischer Musiker
- 2017: Manfred Kaiser, deutscher Fußballspieler
- 2018: Pier Paolo Capponi, italienischer Schauspieler
- 2018: Milan Křížek, tschechischer Komponist, Musiklehrer und Bratschist
- 2018: Christian Rode, deutscher Schauspieler und Sprecher
- 2020: Karl Ludwig Schweisfurth, deutscher Unternehmer, Pionier der ökologischen Lebensmittelherstellung
- 2021: Leopoldo Luque, argentinischer Fußballspieler
- 2022: Martina Fietz, deutsche Journalistin, stellvertretende Regierungssprecherin
- 2022: Peter Merseburger, deutscher Journalist und Autor
- 2023: Nicolae Brânduș, rumänischer Komponist
- 2023: Catherine McArdle Kelleher, US-amerikanische Politikwissenschaftlerin
- 2023: Grzegorz Skrzecz, polnischer Boxer
- 2023: Raquel Welch, US-amerikanische Schauspielerin
- 2024ː Kagney Linn Karter, US-amerikanische Pornodarstellerin

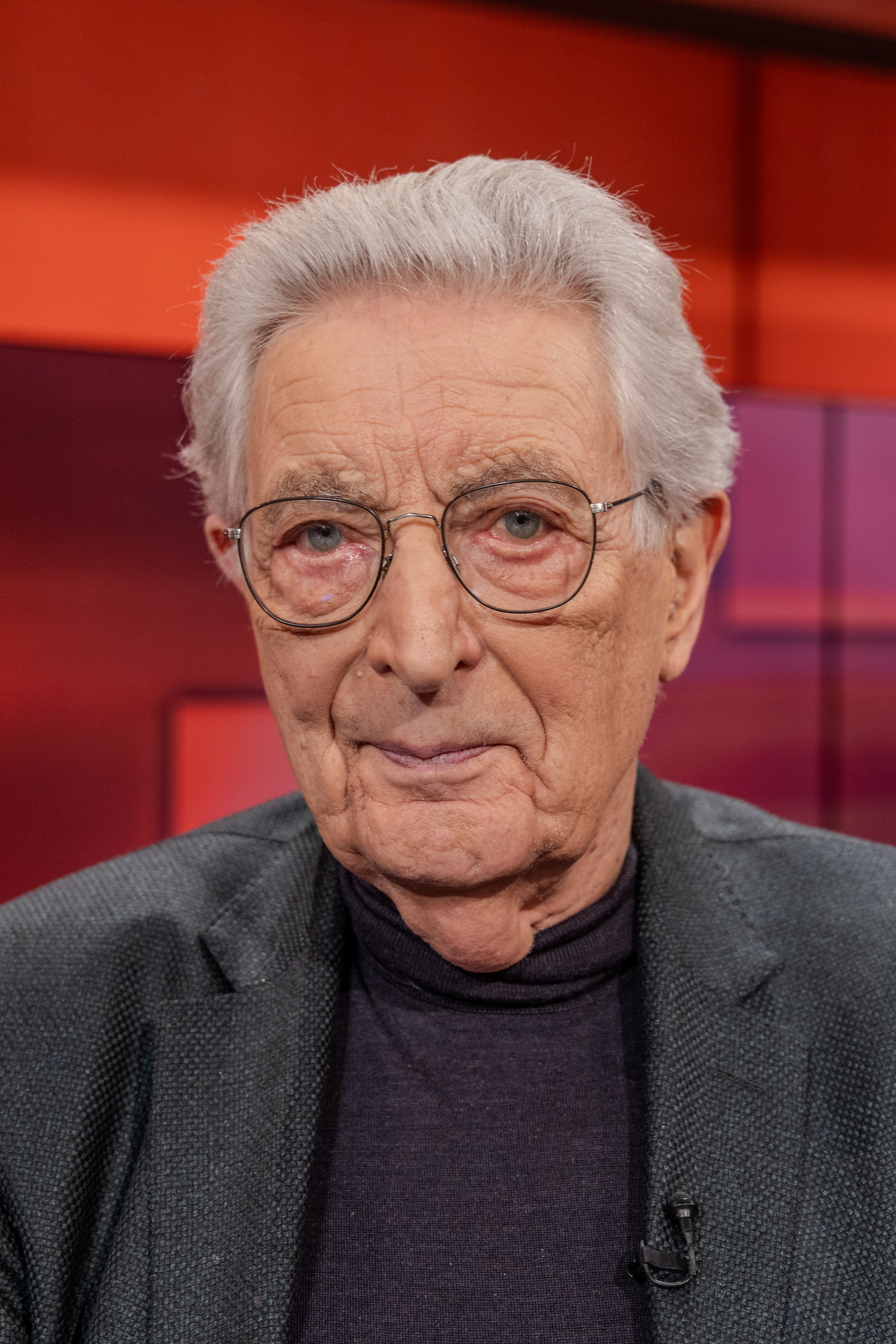
Gerhart Baum († 2025)

- 2025: Gerhart Baum, deutscher Rechtsanwalt und Politiker, MdB, Parlamentarischer Staatssekretär, Bundesminister
- 2025ː Elsie Johansson, schwedische Schriftstellerin
- 2025ː Cecilia Stegö Chilò, schwedische Journalistin und Politikerin

## Feier- und Gedenktage
- Kirchliche Gedenktage
  - Hl. Onesimus, römischer Sklave, Bischof und Schutzpatron (koptisch, armenisch, orthodox, katholisch, evangelisch: LCMS)
  - Hl. Siegfried, englischer Missionar und Bischof (anglikanisch, katholisch)
  - Georg Maus, deutscher Lehrer und Märtyrer (evangelisch)
  - Hl. Claude de la Colombière, französischer Priester (katholisch)
  - Hl. Philemon, Adressat des gleichnamigen Paulusbriefs, eventuell Bischof von Kolossä und Märtyrer (evangelisch: LCMS, der katholische, orthodoxe und armenische Gedenktag ist am 22. November)
- Namenstage
  - Siegfried, Sigurd
- Staatliche Feier- und Gedenktage
  - Serbien: Nationalfeiertag
  - Internationaler Kinderkrebstag

Weitere Einträge enthält die Liste von Gedenk- und Aktionstagen.